# Страсти Христовы

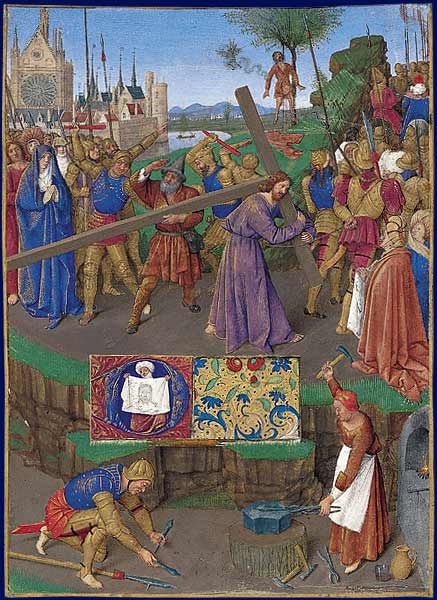
«Несение креста», Жан Фуке, миниатюра из «Часослова Этьена Шевалье». В медальоне — святая Вероника с платом. На заднем плане изображено самоубийство Иуды, из которого исходит демон. На переднем плане куют Орудия Страстей.

Стра́сти Христо́вы (из праслав. *strastь «страдание» < *strad- «страдать») — согласно Евангелиям, череда событий, принёсших Иисусу Христу физические и духовные страдания в последние дни и часы и минуты его земной жизни. Церковь вспоминает их в последние дни перед Пасхой, в Страстную седмицу, в течение которой верующие постепенно готовятся к празднику.
Особое место среди Страстей Христовых занимают события, произошедшие после Тайной вечери: арест, суд, бичевание и казнь. Распятие — кульминационный момент Страстей Христовых. Христиане верят, что многие из Страстей были предсказаны пророками Ветхого Завета и самим Иисусом Христом.

## События, составляющие Страсти Христовы

### Список Страстей
События последней недели земной жизни Христа, относящиеся к его Страстям, известны в изложении четырёх канонических евангелий (кроме Сошествия в ад, описанного в других текстах). Евангелисты составили собственный перечень событий Страстей. Ниже приведён список, составленный с учётом описания последних дней земной жизни Христа во всех четырёх Евангелиях.
| Номер | Название                                                             | Иллюстрация | Евангельский текст | День                 |  |
| --- | -------------------------------------------------------------------- | ----------- | --- | -------------------- |  |
| 1 | Вход Господень в Иерусалим                                           |             | И привели ослёнка к Иисусу, и возложили на него одежды свои; Иисус сел на него. Многие же постилали одежды свои по дороге; а другие резали ветви с дерев и постилали по дороге. И предшествовавшие и сопровождавшие восклицали: осанна! благословен Грядущий во имя Господне! …осанна в вышних! И вошёл Иисус в Иерусалим и в храм… (Мк. 11:7-11) | воскресенье          |  |
| До Входа в Иерусалим Христос заявлял о себе как о Мессии отдельным лицам, настало время сделать это всенародно. Это случилось в воскресенье перед Пасхой, когда толпы паломников стекались в Иерусалим. Иисус посылает двух учеников за ослом, садится на него и въезжает в город. Его приветствует пением народ, узнавший о вступлении Христа, и подхватывает осанну сыну Давидову, которую провозгласили апостолы. |                                                                      |             | |                      |  |
| 2 | Вечеря в Вифании / Омовение ног Иисуса грешницей                     |             | Когда же Иисус был в Вифании, в доме Симона прокажённого, приступила к Нему женщина с алавастровым сосудом мира драгоценного и возливала Ему возлежащему на голову. (Мф. 26:6-7) | среда                |  |
| По Марку и Матфею, в Вифании, где Иисус с учениками был приглашён в дом Симона прокажённого, женщина совершила помазание, которое символизировало последующие страдание и смерть Христа. Рассказ об омовении ног Иисуса миром, совершённом грешницей, есть у Луки: И вот, женщина того города, которая была грешница, узнав, что Он возлежит в доме фарисея, принесла алавастровый сосуд с миром и, став позади у ног Его и плача, начала обливать ноги Его слезами и отирать волосами головы своей, и целовала ноги Его, и мазала миром (Лук. 7:37-38). Это помазание происходит задолго до страстной недели. Впоследствии, в католичестве эту грешницу стали отождествлять с Марией Магдалиной (см. иллюстрацию). У Иоанна (12:1-8) помазание происходит в доме Лазаря в Вифании, за день до входа в Иерусалим. Женщина с алавастровым сосудом у Иоанна — Мария, сестра Лазаря и Марфы. |                                                                      |             | |                      |  |
| 3 | Омовение ног ученикам                                                |             | Иисус, зная, что Отец все отдал в руки Его, и что Он от Бога исшел и к Богу отходит, встал с вечери, снял с Себя верхнюю одежду и, взяв полотенце, препоясался. Потом влил воды в умывальницу и начал умывать ноги ученикам и отирать полотенцем, которым был препоясан. (Ин. 13:3-5)                                                             | четверг              |  |
| Утром в четверг ученики спросили у Иисуса, где он будет есть пасху. Тот сказал, что у иерусалимских ворот они встретят слугу с кувшином воды, он их приведёт в дом, хозяина которого надо известить, что у него будут есть пасху Иисус и его ученики. Придя в этот дом на вечерю, все по обычаю сняли обувь. Рабов, которые должны были вымыть ноги гостям, не было, и Иисус сам выполнил это. В смущении ученики молчали, лишь Пётр позволил себе удивиться. Иисус объяснил, что это был урок смирения, и что также они должны относиться друг к другу, как показал их учитель. |                                                                      |             | |                      |  |
| 4 | Тайная вечеря                                                        |             | Они пошли, и нашли, как сказал им, и приготовили пасху. И когда настал час, Он возлёг, и двенадцать Апостолов с Ним. (Лук. 22:13-14) | четверг              |  |
| На вечере Христос повторил, что один из учеников предаст его. Со страхом каждый спрашивал его: «Не я ли, Господи?». Спросил, чтобы отвести от себя подозрения, и Иуда и услышал в ответ: «Ты сказал». Вскоре Иуда покидает вечерю. Иисус напомнил ученикам, что туда, куда вскоре последует он, они не смогут идти. Пётр возражал учителю, что «душу свою положит за Него». Однако Христос предсказал, что тот отречётся от него трижды до того, как пропоёт петух. В утешение ученикам, опечаленным его скорым уходом, Христос установил евхаристию — главное таинство христианской веры. |                                                                      |             | |                      |  |
| 5 | Путь в Гефсиманский сад и предсказание о грядущем отречении учеников |             | Вот, наступает час, и настал уже, что вы рассеетесь каждый в свою сторону и Меня оставите одного. (Ин. 16:32) Пришли в селение, называемое Гефсимания; и Он сказал ученикам Своим: посидите здесь, пока Я помолюсь. (Мк. 14:32) | четверг              |  |
| После вечери Христос с учениками вышел за город. Через ложбину Кедронского потока пришли они к Гефсиманскому саду. |                                                                      |             | |                      |  |
| 6 | Моление о чаше                                                       |             | И, отойдя немного, пал на землю и молился, чтобы, если возможно, миновал Его час сей; и говорил: Авва Отче! все возможно Тебе; пронеси чашу сию мимо Меня; но не чего Я хочу, а чего Ты. (Мк. 14:35-36) | четверг              |  |
| По сообщению синоптиков, у входа в сад Иисус оставил учеников. Взяв с собой лишь троих избранных: Иакова, Иоанна и Петра, он пошёл на Елеонскую гору. Наказав им не спать, он отдалился для молитвы. Предчувствие гибели переполняло душу Иисуса, сомнения овладели им. Он, поддавшись своей человеческой природе, просил Бога-Отца пронести мимо чашу Страстей, однако покорно принял Его волю. |                                                                      |             | |                      |  |
| 7 | Поцелуй Иуды и арест Иисуса                                          |             | … вот Иуда, один из двенадцати, пришёл, и с ним множество народа с мечами и кольями, от первосвященников и старейшин народных. Предающий же Его дал им знак, сказав: Кого я поцелую, Тот и есть, возьмите Его. И, тотчас подойдя к Иисусу, сказал: радуйся, Равви! И поцеловал Его. (Мф. 26:47-49)                                                | четверг              |  |
| Поздно вечером в четверг Иисус, спустившись с горы, будит апостолов и говорит им, что предавший его уже приближается. Появляются вооружённые служители храма и римские воины. Иуда указал им место, где можно найти Иисуса. Иуда выходит из толпы и целует Иисуса, давая стражникам условный знак. Они хватают Иисуса, при попытке апостолов помешать стражникам ранение получает Малх, раб первосвященника. Иисус просит освободить апостолов, те убегают, лишь Пётр и Иоанн тайком следуют за стражей, уводящей их учителя. |                                                                      |             | |                      |  |
| 8 | Иисус перед Синедрионом (первосвященниками)                          |             | И привели Иисуса к первосвященнику; и собрались к нему все первосвященники и старейшины и книжники. (Мк. 14:53) | пятница 7 часов утра |  |
| В ночь Страстного четверга Иисуса привели в синедрион. Христос предстал перед Анной. Тот начал спрашивать Христа о его учении и его последователях. Иисус отказался отвечать, он утверждал, что всегда проповедовал открыто, не распространял никакого тайного учения и предложил выслушать свидетелей его проповедей. Анна не имел власти вынести приговор и отправил Христа к Каиафе. Иисус хранил молчание. Синедрион, собравшийся у Каиафы, приговаривает Христа к смерти. |                                                                      |             | |                      |  |
| 9 | Отречение апостола Петра                                             |             | И вспомнил Пётр слово, сказанное ему Иисусом: прежде нежели пропоёт петух, трижды отречёшься от Меня. И выйдя вон, плакал горько. (Мф. 26:75) | пятница              |  |
| Петра, следовавшего за Иисусом до синедриона, не впустили в дом. В прихожей он подошёл к очагу, чтобы согреться. Слуги, один из которых был родственником Малха, узнали ученика Христа и стали расспрашивать его. Пётр трижды отрекается от учителя, до того, как пропел петух . |                                                                      |             | |                      |  |
| 10 | Иисус перед Понтием Пилатом                                          |             | От Каиафы повели Иисуса в преторию. Было утро; и они не вошли в преторию, чтобы не оскверниться, но чтобы можно было есть пасху. Пилат вышел к ним и сказал: в чём вы обвиняете Человека Сего? (Ин. 18:28-29) | пятница 9 часов утра |  |
| Утром Страстной пятницы Иисуса отвели в преторию, которая помещалась в бывшем дворце Ирода у башни Антония. Необходимо было получить от Пилата утверждение смертного приговора. Пилат был недоволен тем, что его вмешивают в это дело. Он удаляется с Иисусом в преторию и дискутирует с ним наедине. Пилат после беседы с осуждённым решил по случаю праздника предложить народу отпустить Иисуса. Однако толпа, подстрекаемая первосвященниками, требует отпустить не Иисуса Христа, а Варавву. Пилат колеблется, но в итоге приговаривает Христа, однако, при этом использует не формулировку первосвященников. Умывание рук Пилатом — знак того, что он не хочет вмешиваться в происходящее. |                                                                      |             | |                      |  |
| 11 | Бичевание Христа                                                     |             | Тогда Пилат взял Иисуса и велел бить Его. (Ин. 19:1) | пятница              |  |
| Пилат приказал бичевать Иисуса (обыкновенно бичевание предшествовало распятию). |                                                                      |             | |                      |  |
| 12 | Поругание и увенчание терновым венцом                                |             | …надели на Него багряницу; и, сплетши венец из терна, возложили Ему на голову и дали Ему в правую руку трость; и, становясь пред Ним на колени, насмехались над Ним, говоря: радуйся, Царь Иудейский! (Мф. 27:28-29) | пятница              |  |
| Время — позднее утро Страстной пятницы. Место действия — дворец в Иерусалиме у башни замка Антония. Чтобы осмеять Иисуса, «Царя Иудейского», на него надевают красную власяницу, венец из терновника и дают в руки жезл. В таком виде его выводят к народу. Увидев Христа в пурпурной мантии и венце, Пилат, по свидетельству Иоанна и синоптиков, произносит: «Се человек». У Матфея эта сцена объединена с «умыванием рук». |                                                                      |             | |                      |  |
| 13 | Крестный путь (Несение креста)                                       |             | И, неся крест Свой, Он вышел на место, называемое Лобное, по-еврейски Голгофа. (Ин. 19:17) | пятница              |  |
| Иисус приговорён к позорной казни через распятие вместе с двумя разбойниками. Местом казни была Голгофа, расположенная за городом. Время — около полудня Страстной пятницы. Место действия — подъём на Голгофу. Приговорённый должен был сам нести крест до места казни. Синоптики указывают, что за Христом следовали плачущие женщины и Симон Киринеянин: так как Христос падал под тяжестью креста, солдаты заставили Симона помогать ему. |                                                                      |             | |                      |  |
| 14 | Срывание солдатами одежд с Христа и разыгрывание их в кости          |             | Воины же, когда распяли Иисуса, взяли одежды Его и разделили на четыре части, каждому воину по части, и хитон; хитон же был не сшитый, а весь тканый сверху. Итак сказали друг другу: не станем раздирать его, а бросим о нём жребий, чей будет. (Ин. 19:23-24)                                                                                   | пятница              |  |
| Солдаты бросили жребий, чтобы разделить одежду Христа. |                                                                      |             | |                      |  |
| 15 | Голгофа — Распятие Христово                                          |             | Был час третий, и распяли Его. И была надпись вины Его: Царь Иудейский. С Ним распяли двух разбойников, одного по правую, а другого по левую сторону Его. И сбылось слово Писания: и к злодеям причтен. (Мк. 15:25-28) | пятница полдень      |  |
| По еврейскому обычаю осуждённым на казнь предлагалось вино. Иисус, пригубив его, отказался от напитка. По обеим сторонам от Христа были распяты два разбойника. Над головой Иисуса к кресту была прикреплена табличка с надписью на еврейском, греческом и латинском языках: «Царь Иудейский». Через некоторое время распятый, мучимый жаждой попросил пить. Один из солдат, стерегущих Христа, обмакнул губку в смесь воды с уксусом и на трости поднёс к его губам. |                                                                      |             | |                      |  |
| 16 | Животворящий Крест — Смерть Христа                                   |             | Когда же Иисус вкусил уксуса, сказал: совершилось! И, преклонив главу, предал дух. (Ин. 19:30) Иисус, возгласив громким голосом, сказал: Отче! в руки Твои предаю дух Мой. И, сие сказав, испустил дух. (Лук. 23:46) | пятница 3 часа дня   |  |
| Сотник же, видев происходившее, прославил Бога и сказал: истинно человек этот был праведник. И весь народ, сшедшийся на это зрелище, видя происходившее, возвращался, бия себя в грудь. Все же, знавшие Его, и женщины, следовавшие за Ним из Галилеи, стояли вдали и смотрели на это. (Лук. 23:47-49) |                                                                      |             | |                      |  |
| 17 | Снятие с креста                                                      |             | Иосиф из Аримафеи — ученик Иисуса, но тайный из страха от Иудеев, — просил Пилата, чтобы снять тело Иисуса; и Пилат позволил. Он пошёл и снял тело Иисуса. (Ин. 19:38) | пятница              |  |
| Чтобы ускорить смерть распятых (был канун пасхальной субботы, которая не должна была омрачаться казнями), первосвященники приказывают перебить им голени. Однако Иисус был уже мёртв. Один из солдат (в некоторых источниках — Лонгин) ударяет Иисуса копьём в рёбра — из раны потекла кровь, смешанная с водой. Иосиф из Аримафеи, член Совета старейшин, пришёл к прокуратору и испросил у него тело Иисуса. Пилат распорядился выдать тело Иосифу. Другой почитатель Иисуса, Никодим, помог снять тело с креста. |                                                                      |             | |                      |  |
| 18 | Положение во гроб                                                    |             | …обвил плащаницею и положил его в гробе, высеченном [в скале], где ещё никто не был положен. (Лк. 23:53) | пятница              |  |
| Никодим принёс ароматы, вместе с Иосифом он подготовил тело Иисуса для погребения, завернув его в саван с миррой и алоэ. При этом присутствовали галилейские жены, которые оплакивали Христа. |                                                                      |             | |                      |  |
| 19 | Сошествие в ад                                                       |             | В Новом Завете об этом сообщается только апостолом Петром: Христос, чтобы привести нас к Богу, однажды пострадал за грехи наши… быв умерщвлен по плоти, но ожив духом, которым Он и находящимся в темнице духам, сойдя, проповедал. (1Петр. 3:18-19)                                                                                              | суббота              |  |
| |                                                                      |             | |                      |  |
| — | Воскресение Иисуса Христа                                            |             | И вот, сделалось великое землетрясение, ибо Ангел Господень, сошедший с небес, приступив, отвалил камень от двери гроба и сидел на нём … обратив речь к женщинам, сказал: не бойтесь, ибо знаю, что вы ищете Иисуса распятого; Его нет здесь — Он воскрес, как сказал. (Мф. 28:2-6)                                                               | воскресенье          |  |
| В первый день после субботы, утром ко гробу воскресшего Иисуса пришли женщины с миром, чтобы умастить его тело. Незадолго до их появления происходит землетрясение, а с небес сходит ангел. Он отваливает камень от гроба Христа, чтобы показать им, что тот пуст. Ангел говорит жёнам, что Христос воскрес, «… совершилось недоступное никакому взору и непостижимое». Само по себе Воскресение Иисуса Христа является следующим циклом истории Иисуса, также состоящим из нескольких эпизодов. Однако всё же существует мнение, что «сошествие во ад представляет собой предел уничижения Христа и в то же время начало Его славы». |                                                                      |             | |                      |  |

Фактически Страсти Христовы должны заканчиваться его смертью и последовавшими за ней оплакиванием и погребением тела Иисуса. Но религиозное искусство, опираясь на церковные каноны и толкования богословов, как в Западной Европе, так и в православии традиционно включало в страстной цикл две сцены его загробного существования: воскресение из мёртвых и предшествовавшее ему путешествие в загробный мир и обратно (хотя сюжет Сошествия в ад, являющийся у православных одновременно и иконой Воскресения, у католиков пользовался гораздо меньшей популярностью).

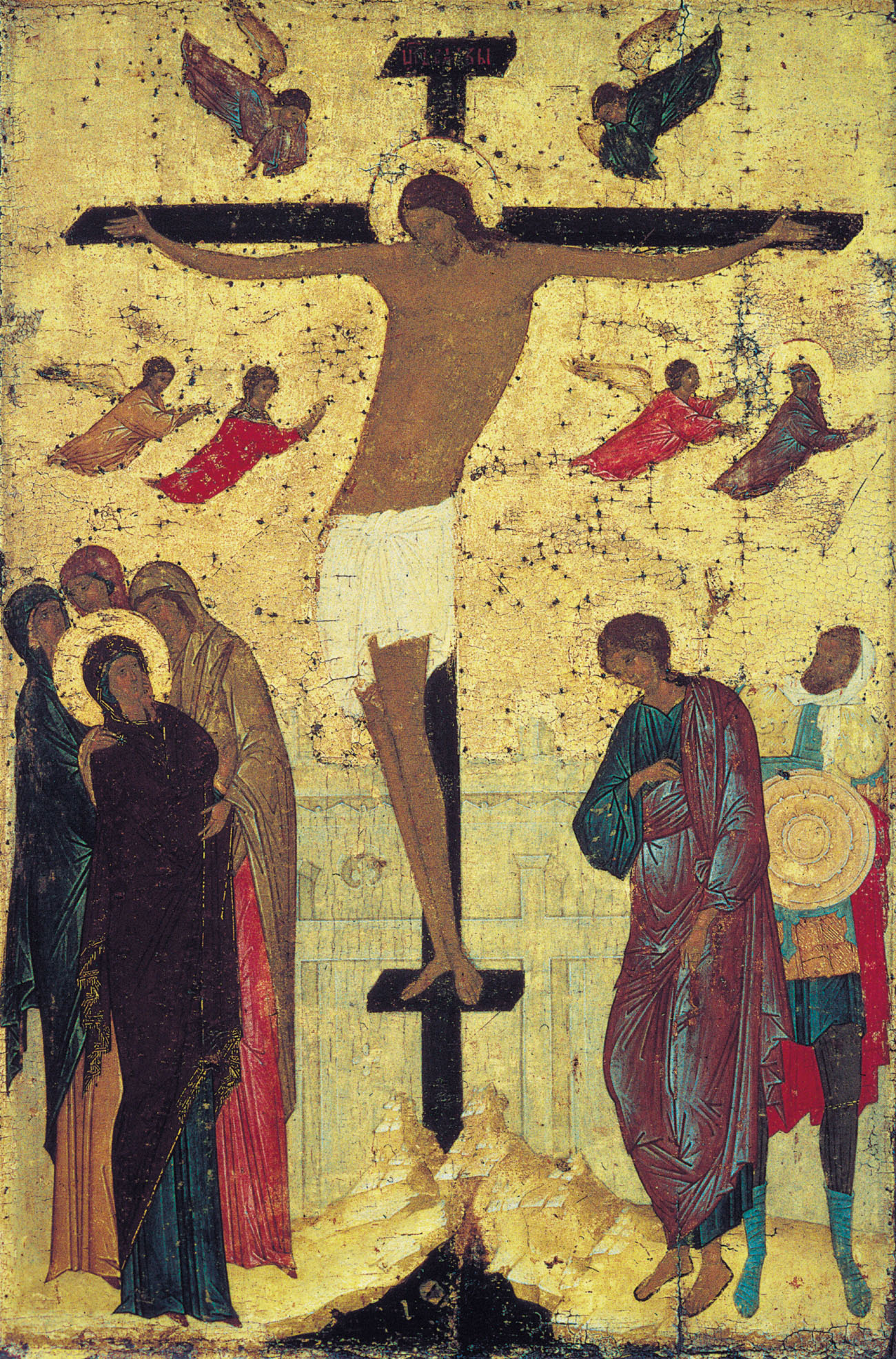
«Распятие», икона Дионисия
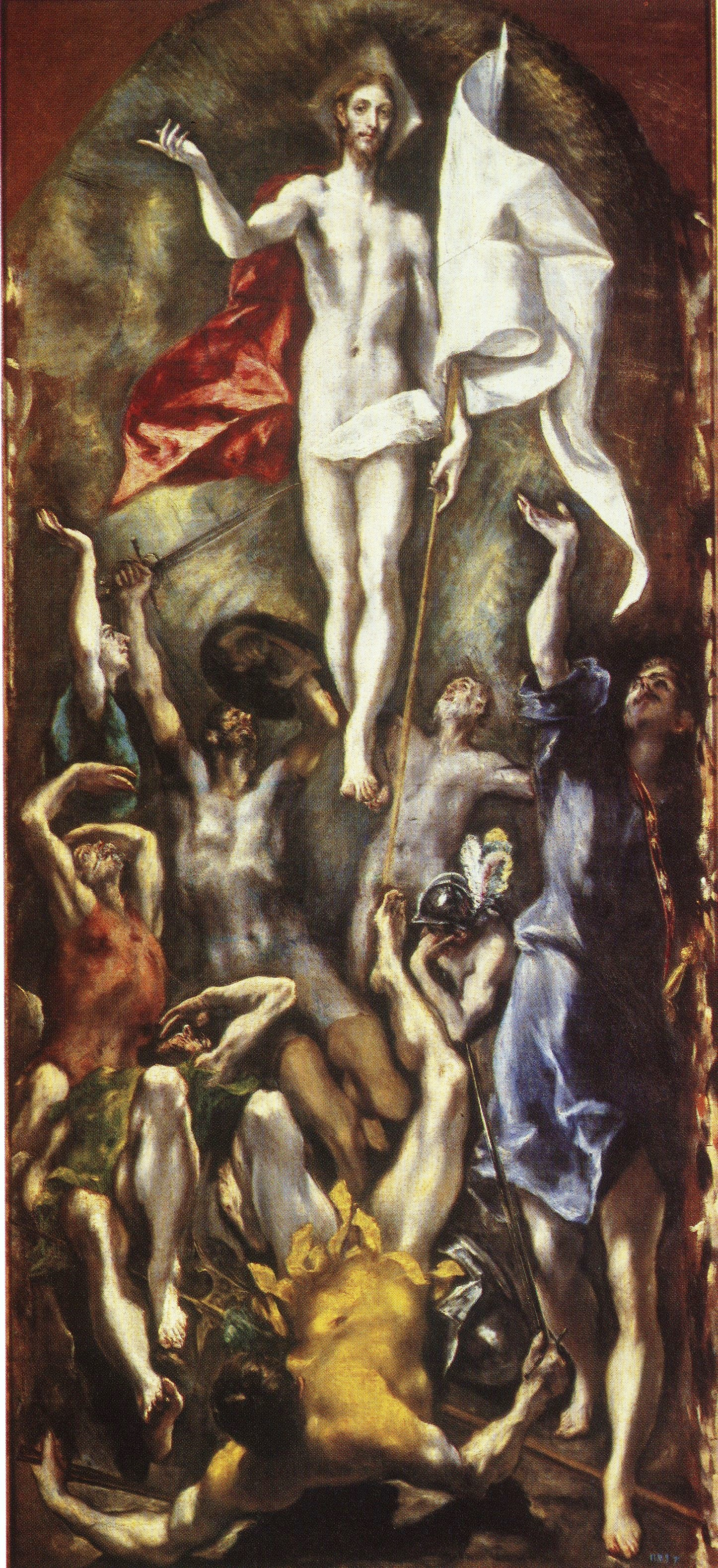
«Воскресение», картина Эль Греко
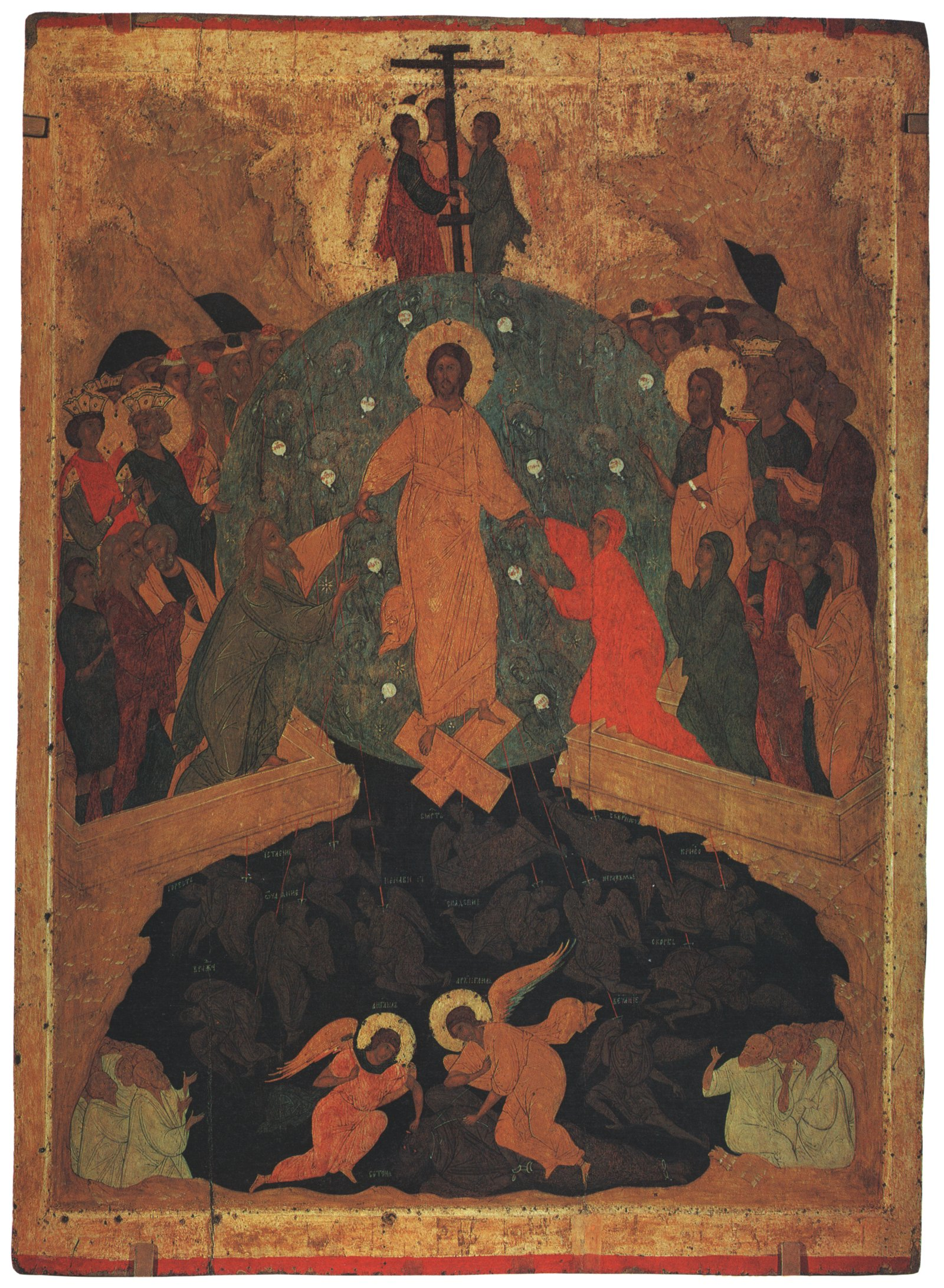
«Сошествие во ад», икона Дионисия

Промежуточные и примыкающие сюжеты

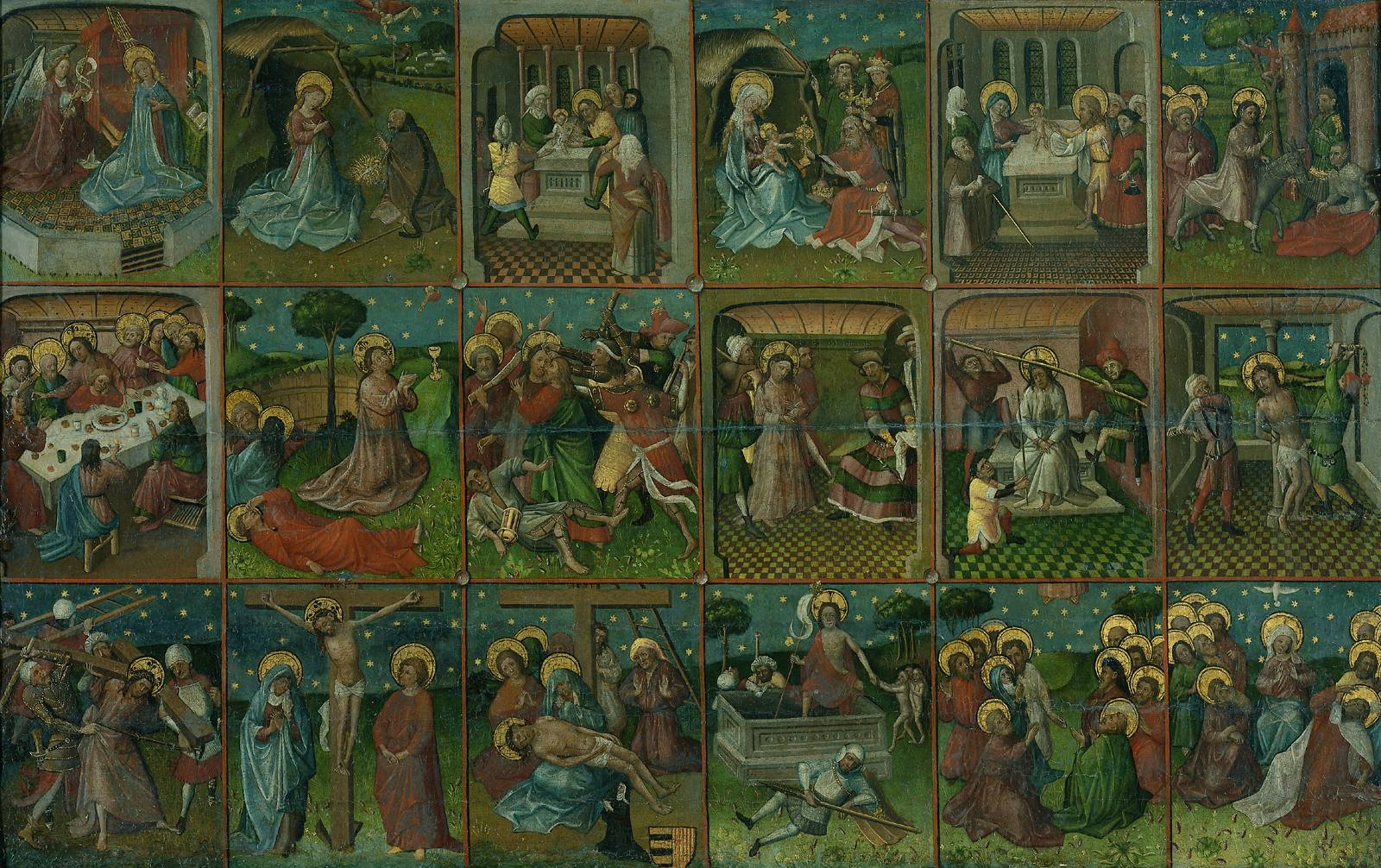
«Страсти», анонимный художник XV в., Нидерланды

В иконографии Страстей Христовых встречается ещё несколько сюжетов, основанных на Писании и апокрифах. (См. полный список с включением названий рассказанных притч)
Промежуточные эпизоды Страстей:
- Пилат показывает Христа народу — Се человек (Ecce homo)[28], Восхождение на крест, Пригвождение ко Кресту, Испрошение тела Христа у Понтия Пилата, Оплакивание Христа[29] (Не рыдай Мене, Мати, Pieta), Христос во гробе (Akra Tapeinosis), Жёны-мироносицы у гроба Господнего[30].

Примыкающие и апокрифические эпизоды:
- Муж скорбей (Vir dolorum), Stabat mater (Стояла мать скорбящая), Плоды страданий Христовых, Христос в темнице
- Святая Вероника даёт Иисусу ткань вытереть лицо, и его лик отпечатывается на нём — в православии так называемый эдесский Мандилион (Спас Нерукотворный).
- Благоразумный разбойник Рах, который сподобился спасения и первым вошёл в рай (православная иконография).
- Получение Иудой 30 серебренников[31], его самоубийство[32].

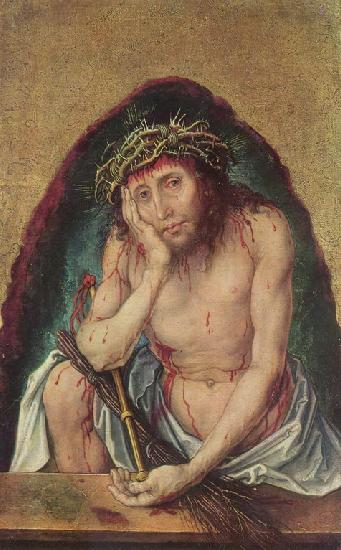
«Vir dolorum», картина Дюрера
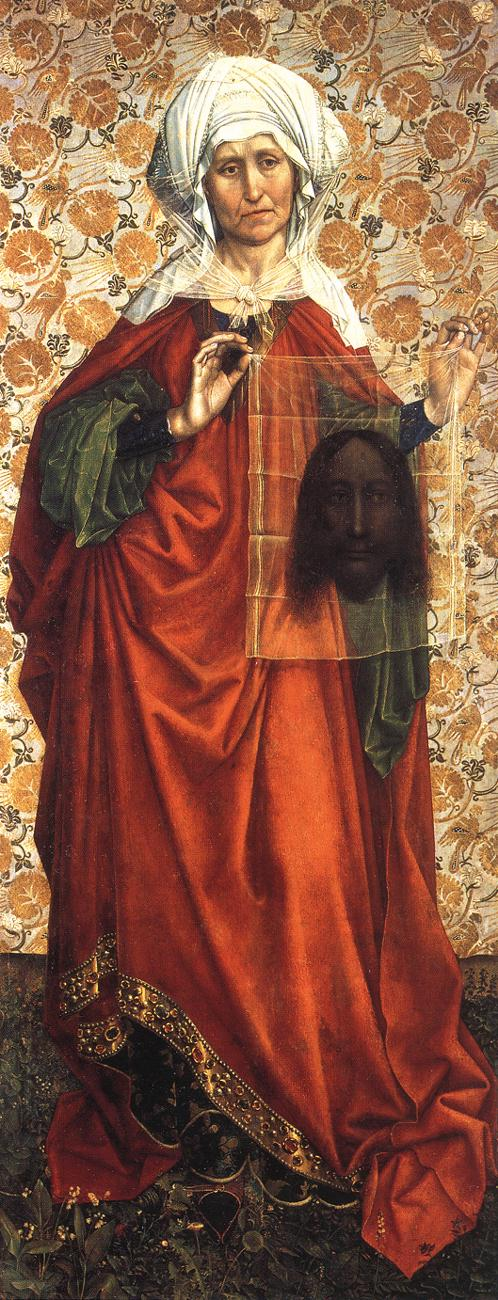
«Святая Вероника», картина Робера Кампена
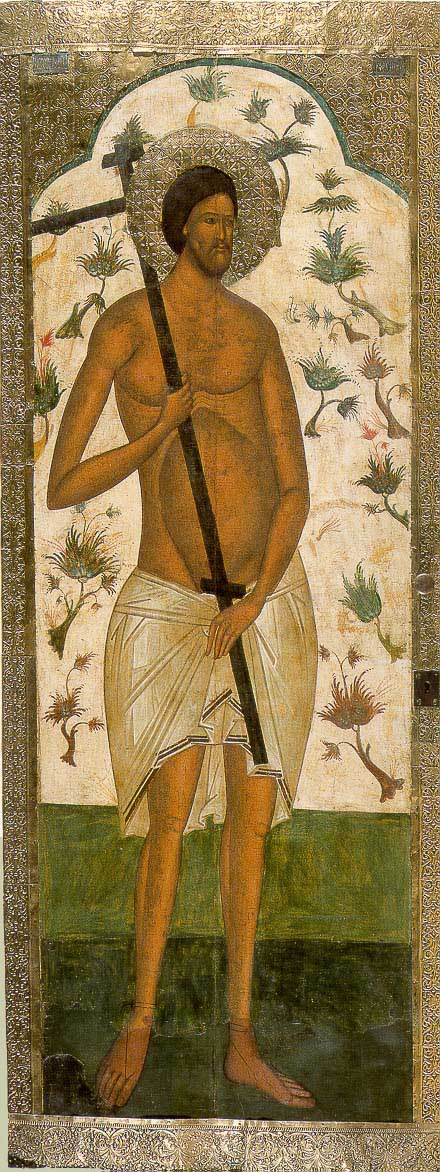
«Благоразумный разбойник», икона московской школы, 1560-е

### Символизм страстей

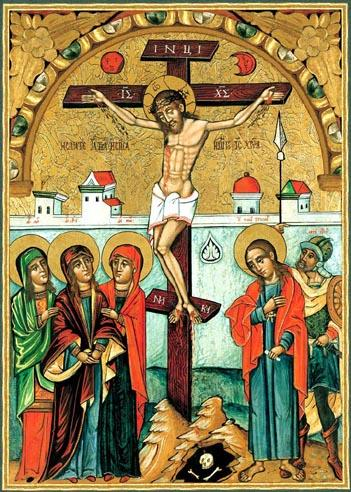
Икона «Распятие с предстоящими» (слева: жены-мироносицы утешают Богородицу, справа: скорбящий Иоанн Богослов, за ним сотник Лонгин с копьём)

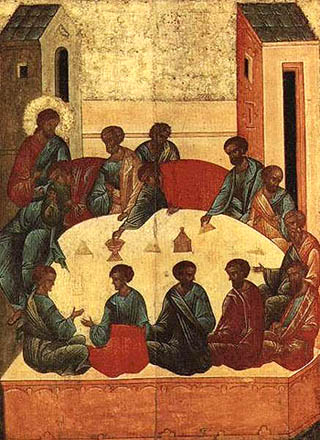
«Тайная вечеря», икона, XV век

Торжественный Вход Господень в Иерусалим был совершён во исполнение ветхозаветных пророчеств (см. ниже) о том, как должен прийти Мессия. Помазание миром подготовило тело Иисуса к погребению, о чём он сам говорит в Мф. 26:12 и Мк. 14:8. Когда Иисус совершил Омовение ног ученикам, это явилось знаком смирения и кротости. Во время Тайной вечери было установлено таинство Евхаристии и ученики причастились Тела и Крови Христовых. Моление о чаше с просьбой отвратить её — одно из доказательств соединения во Христе двух природ, Божественной и человеческой:

Когда воля человеческая отказывалась принять смерть, а воля Божественная позволяла этому проявлению человечества, тогда Господь сообразно Своей человеческой природе находился в борьбе и страхе. Он молился, чтобы избежать смерти. Но так как Его Божественная воля желала чтобы Его воля человеческая приняла смерть, — страдание стало вольным и по человечеству Христову.
— Иоанн Дамаскин
Облачение в багряницу, возложение тернового венца и обращение «радуйся, Царь Иудейский!» пародируют обращение к императору и являются надругательством над царским достоинством Христа («Сына Давидова» Мф. 1:1). Осуждение Иисуса на казнь именно на кресте было не менее позорным. Распятие Христово, согласно христианскому вероучению, явилось искупительной жертвой, принесённой Богом за грехи всех людей, а последующее его Воскресение стало победой над смертью:

В сей день великий Христос воззван от мертвецов, к которым приложился. В сей день отразил Он жало смерти, сокрушил мрачные затворы унылого ада, даровал свободу душам. В сей день, воспрянув из гроба, явился Он людям, для которых Он родился, умер и возбужден из мертвых.
— Григорий Богослов
В гимнографии и иконографии Восточной церкви Страсти порой не имеют ярко выраженного оттенка унижения. По мнению В. Н. Лосского, для православных даже смерть на кресте и положение во гроб обретают характер торжества, в котором величие Христа просвечивает сквозь образы уничижения. Это нашло своё отражение в следующих песнопениях Триоди постной:
| Песнопения Великой пятницы | Комментарии В. Н. Лосского                                                                                          |
| --- | --- |
| Совлекоша с Мене ризы Моя, и облекоша Мя в ризу червлену. Возложиша на главу Мою венец от терний, и в десную Мою руку вдаша трость, да сокрушу их яко сосуды скудельничи | Христос, поругаемый солдатами, в конце песнопения становится уже грозным царём, готовым судить мир на Страшном суде |
| Одеяйся светом яко ризою, наг на суде стояше, и в ланиту ударение прият от рук, ихже созда; беззаконнии же людие на кресте пригвоздиша Господа славы; тогда завеса церковная раздрася, солнце померче, не терпя зрети Бога досаждаема, Егоже трепещут всяческая: Тому поклонимся | Христос предстаёт Творцом, стоящим посреди мира, охваченным ужасом от таинства его смерти                           |
| Днешний день тайно великий Моисей прообразоваше глаголя: и благослови Бог день седмый: сия бо есть благословенная суббота, сей есть упокоения день, в оньже почи от всех дел Своих Единородный Сын Божий                                                                         | Дело искупления Христа отождествляется с делом творения мира                                                        |

### Ветхозаветные пророчества о страданиях Христа

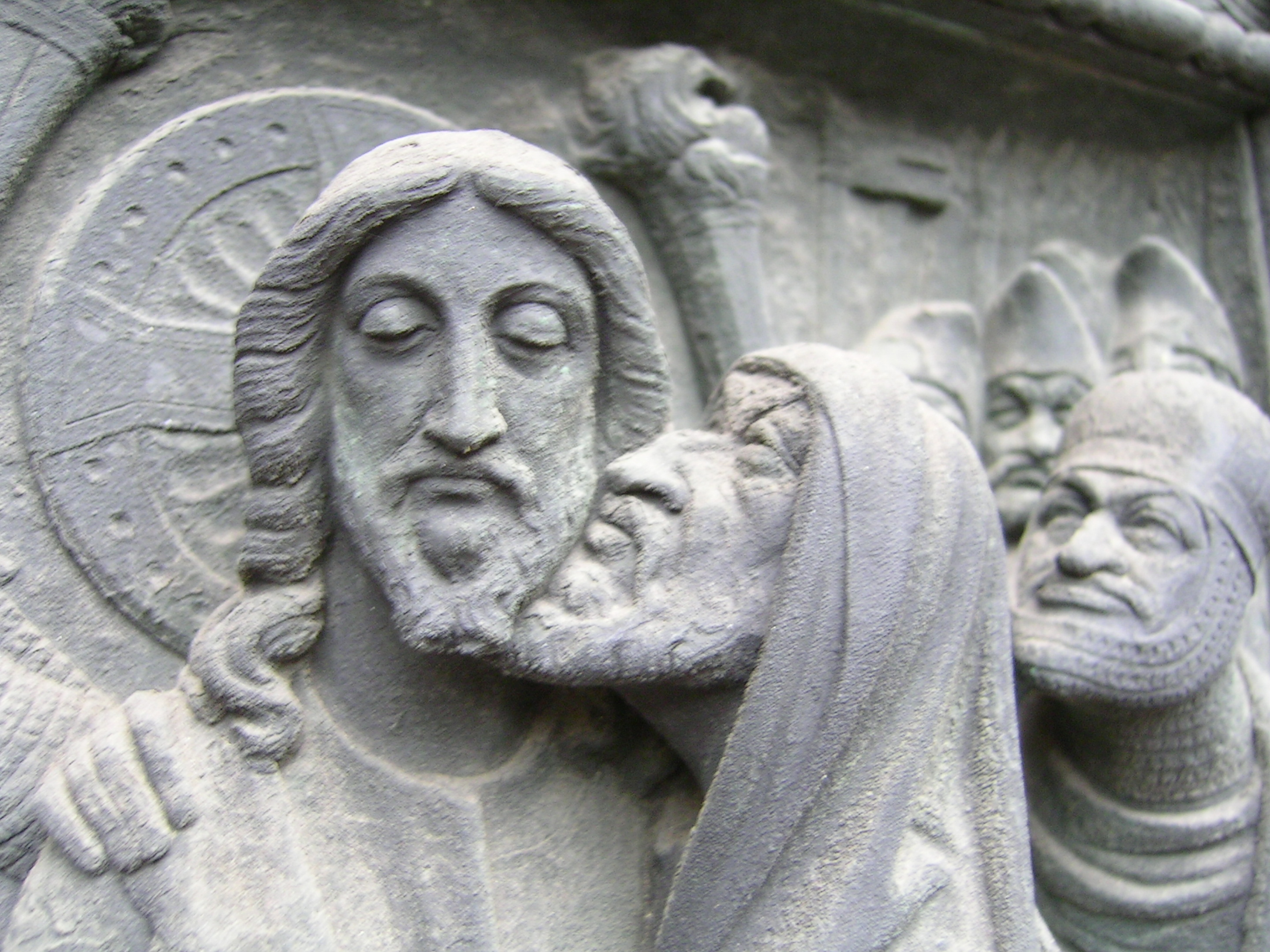
«Поцелуй Иуды», барельеф Бременского собора

Ветхозаветные пророчества о событиях, описанных в Новом Завете, называются паремиями, и их чтение включается в состав православного богослужения. Паремии Страстей в православной церкви читаются во время Царских Часов и Великой вечерни в Великую пятницу.
Христиане находят в Ветхом Завете предсказания не только о пришествии Мессии, но и о его страданиях и смерти. Уже сами евангелисты, говоря о тех или иных эпизодах Страстей, иногда указывают, что это произошло во исполнение сказанного в Писании. Многие из ветхозаветных пророчеств делались аллегорически в контексте ветхозаветных жертв, которые сами представляли собой прообраз искупительной жертвы Христа.
Для верующих свершение этих пророчеств — подтверждение истинности пришествия предсказанного Мессии. Сторонники научной критической точки зрения [кто?] видят во многих эпизодах (таких, например, как въезд в Иерусалим на ослице с ослёнком (Мф 21:2—8)) следы подгонки и позднейшей компиляции евангельских событий. Однако во многих случаях, критики говорят скорее о подгонке понимания Ветхого Завета под евангельские события, а не наоборот.
| № | Событие               | Паремия |
| - | --------------------- | --- |
| 1 | Предательство Иуды    | - …ибо отверзлись на меня уста нечестивые и уста коварные; говорят со мною языком лживым; отвсюду окружают меня словами ненависти, вооружаются против меня без причины; за любовь мою они враждуют на меня, а я молюсь. (Пс. 108:2-4) - …как кроткий агнец, ведомый на заклание, и не знал, что они составляют замыслы против меня. (Иер. 11:19) - …дайте Мне плату Мою; если же нет, — не давайте; и они отвесят в уплату Мне тридцать сребренников. И сказал мне Господь: брось их в церковное хранилище, — высокая цена, в какую они оценили Меня! И взял Я тридцать сребренников и бросил их в дом Господень для горшечника. (Зах. 11:12-13) |
| 2 | Бичевание и поругание | - Но Он изъязвлен был за грехи наши и мучим за беззакония наши; наказание мира нашего было на Нем, и ранами Его мы исцелились… Он истязуем был, но страдал добровольно и не открывал уст Своих; как овца, ведён был Он на заклание, и как агнец пред стригущим его безгласен, так Он не отверзал уст Своих. (Ис. 53:5-7) - Все, видящие меня, ругаются надо мною. (Пс. 21:8) |
| 3 | Распятие              | - …пронзили руки мои и ноги мои. (Пс. 21:17) - И дали мне в пищу желчь, и в жажде моей напоили меня уксусом. (Пс. 68:22) |
| 4 | Разыгрывание одежд    | …делят ризы мои между собою и об одежде моей бросают жребий. (Пс. 21:19) |
| 5 | Положение во гроб     | Ему назначали гроб со злодеями, но Он погребён у богатого, потому что не сделал греха, и не было лжи в устах Его. (Ис. 53:9) |
| 6 | Воскресение           | …когда же душа Его принесёт жертву умилостивления, Он узрит потомство долговечное, и воля Господня благоуспешно будет исполняться рукою Его. На подвиг души Своей Он будет смотреть с довольством; чрез познание Его Он, Праведник, Раб Мой, оправдает многих и грехи их на Себе понесёт. Посему Я дам Ему часть между великими, и с сильными будет делить добычу… (Ис. 53:10-12) |

Наиболее полное пророчество о Страстях Христовых содержится в 50-53 главах книги пророка Исаии.

### Новозаветные пророчества о страданиях Христа

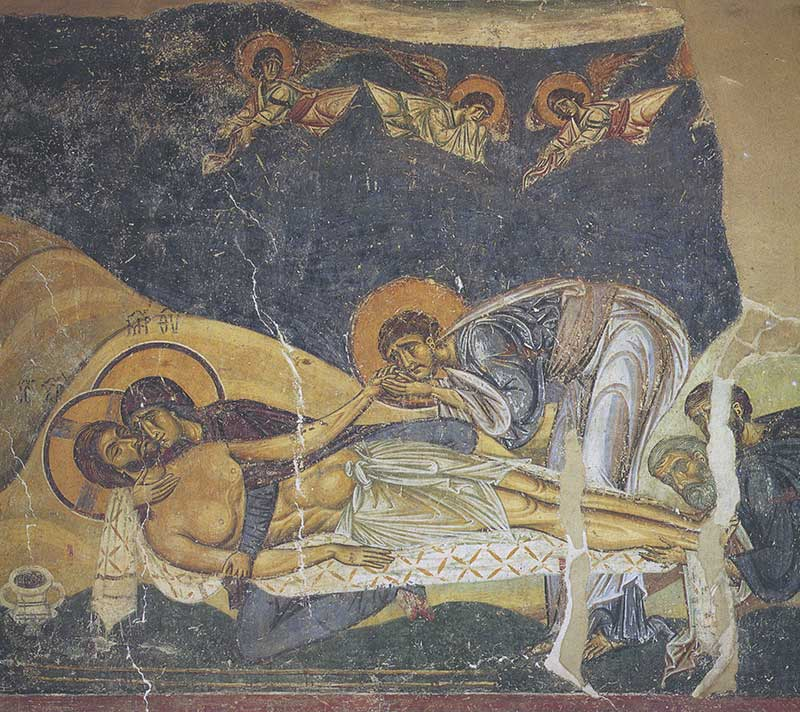
Фреска «Оплакивание Христа». Церковь святого Пантелеимона в Нерези (Македония), 1164 г.

Новозаветные пророчества о Страстях Христовых содержатся в обращениях Иисуса к своим ученикам. Согласно Писанию, он неоднократно говорил им о том, что должен пострадать, умереть и воскреснуть. По словам евангелиста Марка, он «говорил о сем открыто». Однако ученики не понимали его пророчеств:

Но Пётр, отозвав Его, начал прекословить Ему. Он же, обратившись и взглянув на учеников Своих, воспретил Петру, сказав: отойди от Меня, сатана, потому что ты думаешь не о том, что Божие, но что человеческое
— Мк. 8:32-33
Очень часто в Евангелиях Христос называется Агнцем, а Иоанн Предтеча прямо называет его «Агнец Божий, Который берёт на Себя грех мира» (Ин. 1:29). Это указывает на прямую связь крестной смерти Иисуса Христа с ветхозаветными жертвоприношениями. Агнец — распространённое жертвенное животное Ветхого Завета, доступное для жертвоприношения простым людям, а основной целью жертвоприношений было искупление грехов (см. «Жертва за грех»). В Новом Завете в такую искупительную жертву был принесён уже Сын Божий: «Христос не с кровью козлов и тельцов, но со Своею Кровью, однажды вошёл во святилище и приобрёл вечное искупление» (Евр. 9:12).
Большинство предсказаний Христа о своих Страстях приведено в Евангелии от Марка, наиболее коротком и, по мнению многих исследователей, самом раннем из Евангелий.
| № | Событие                             | Пророчество |
| - | ----------------------------------- | --- |
| 1 | Предательство, смерть и воскресение | - С того времени Иисус начал открывать ученикам Своим, что Ему должно идти в Иерусалим и много пострадать от старейшин и первосвященников и книжников, и быть убиту, и в третий день воскреснуть. (Мф. 16:21) - Во время пребывания их в Галилее, Иисус сказал им: Сын Человеческий предан будет в руки человеческие, и убьют Его, и в третий день воскреснет. И они весьма опечалились. (Мф. 17:22-23) - И начал учить их, что Сыну Человеческому много должно пострадать, быть отвержену старейшинами, первосвященниками и книжниками, и быть убиту, и в третий день воскреснуть. (Мк. 8:31-32) - Ибо учил Своих учеников и говорил им, что Сын Человеческий предан будет в руки человеческие и убьют Его, и, по убиении, в третий день воскреснет. (Мк. 9:31) - Подозвав двенадцать, Он опять начал им говорить о том, что будет с Ним: вот, мы восходим в Иерусалим, и Сын Человеческий предан будет первосвященникам и книжникам, и осудят Его на смерть, и предадут Его язычникам, и поругаются над Ним, и будут бить Его, и оплюют Его, и убьют Его; и в третий день воскреснет. (Мк. 10:32-34) - Иисус сказал им в ответ: разрушьте храм сей, и Я в три дня воздвигну его. На это сказали Иудеи: сей храм строился сорок шесть лет, и Ты в три дня воздвигнешь его? А Он говорил о храме тела Своего. (Ин. 2:19-21) - Когда же сходили они с горы, Он не велел никому рассказывать о том, что видели, доколе Сын Человеческий не воскреснет из мёртвых. (Мк. 9:9) |
| 2 | Трёхдневное пребывание во гробе     | Тогда некоторые из книжников и фарисеев сказали: Учитель! хотелось бы нам видеть от Тебя знамение. Но Он сказал им в ответ: род лукавый и прелюбодейный ищет знамения; и знамение не дастся ему, кроме знамения Ионы пророка; ибо как Иона был во чреве кита три дня и три ночи, так и Сын Человеческий будет в сердце земли три дня и три ночи. (Мф. 12:38-40) |
| 3 | Бегство учеников                    | И говорит им Иисус: все вы соблазнитесь о Мне в эту ночь; ибо написано: поражу пастыря, и рассеются овцы. По воскресении же Моём, Я предваряю вас в Галилее. (Мк. 14:27-28) |
| 4 | Отречение Петра                     | Пётр сказал Ему: если и все соблазнятся, но не я. И говорит ему Иисус: истинно говорю тебе, что ты ныне, в эту ночь, прежде нежели дважды пропоёт петух, трижды отречёшься от Меня. (Мк. 14:29-30) |

## Орудия Страстей
Орудия Страстей (лат. Arma Christi) — важные атрибуты Страстей Господних, инструменты мученичества Иисуса Христа. Изображение Орудий Страстей имеет долгую традицию в иконографии, по крайней мере, начиная с IX века (Утрехтская псалтырь, 830 год). Миниатюрные изображения орудий наносились на распятия и чётки, иконы и ретабло.
В число орудий включают:
- меч[K 1] — им святой Пётр отсёк ухо Малху (иногда изображается с ухом);
- столб, к которому был привязан Иисус во время бичевания[K 2];
- бич или пучок розог;
- руку, бичевавшую Иисуса или давшую деньги Иуде;
- терновый венец, которым был увенчан Иисус[K 3];
- крест, на котором он принял смерть[K 4],
- гвозди, которыми он был распят;
- Крестное титло — табличку с надписью INRI[K 5] — для дополнительного унижения его;
- копьё, которое римский солдат Лонгин вонзил в подреберье Иисуса[K 6];
- губку, смоченную в уксусе (или вине), поданную ему для утоления жажды[K 7];
- миску для уксуса (вина);
- Грааль — легендарную чашу, в которую была собрана кровь Иисуса;
- одежды Иисуса[K 8]
- игральные кости, которыми солдаты разыгрывали одежды Иисуса;
- петуха, пропевшего трижды при отречении апостола Петра;
- лестницу — использовалась для снятия мёртвого тела с креста;
- клещи, которыми вынимали гвозди из рук Иисуса;
- миску с миррой[уточнить] — ей Иосиф Аримафейский или жены-мироносицы обтирали тело;
- плащаницу[K 9] — пелена, в которую было завёрнуто тело;
- 30 сребренников, заплаченные Иуде за предательство (иногда изображаются в кошельке);
- чашу — в ней умыл руки Понтий Пилат;
- фонарь со свечой — символ предательства в Гефсиманском саду.

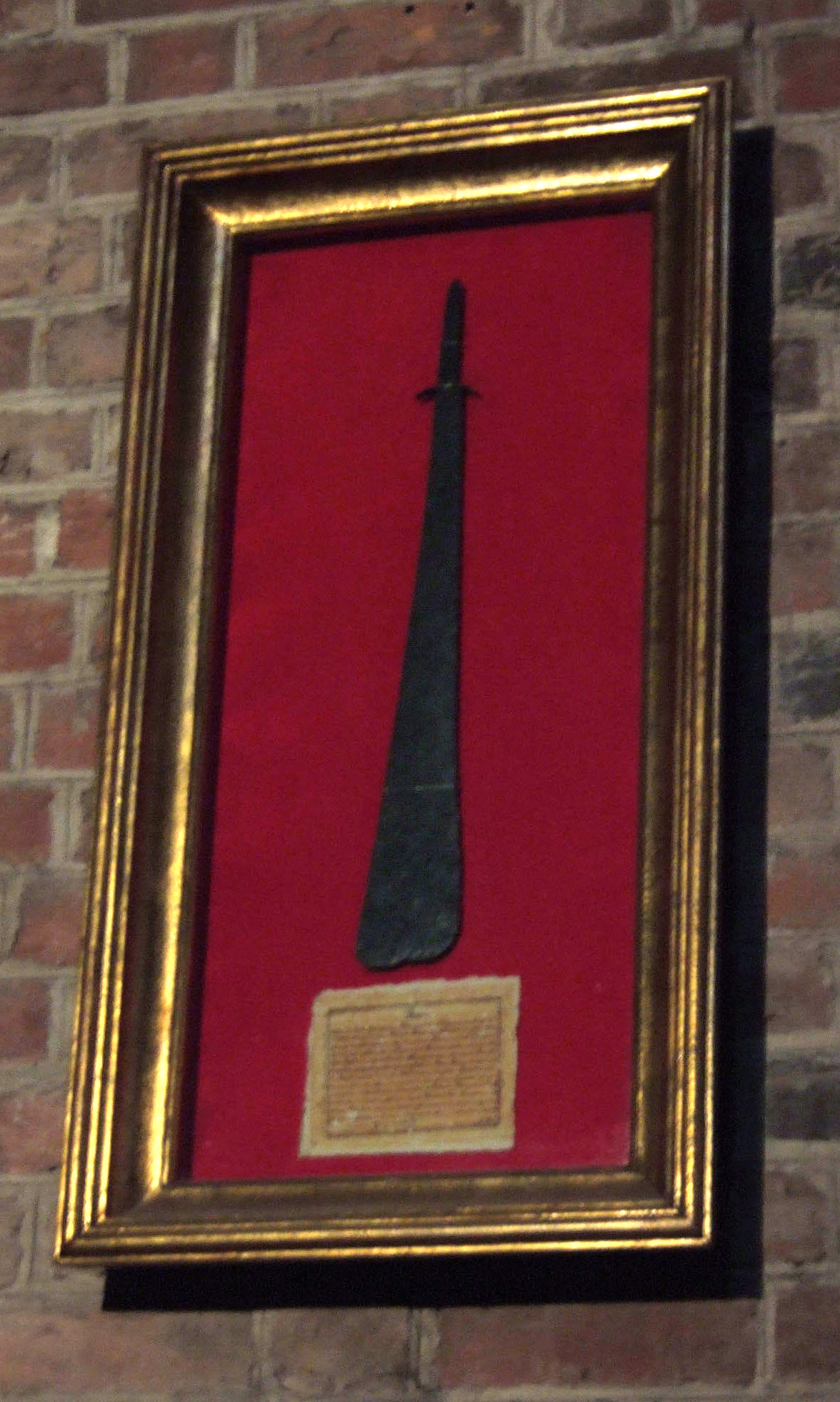
Меч святого Петра
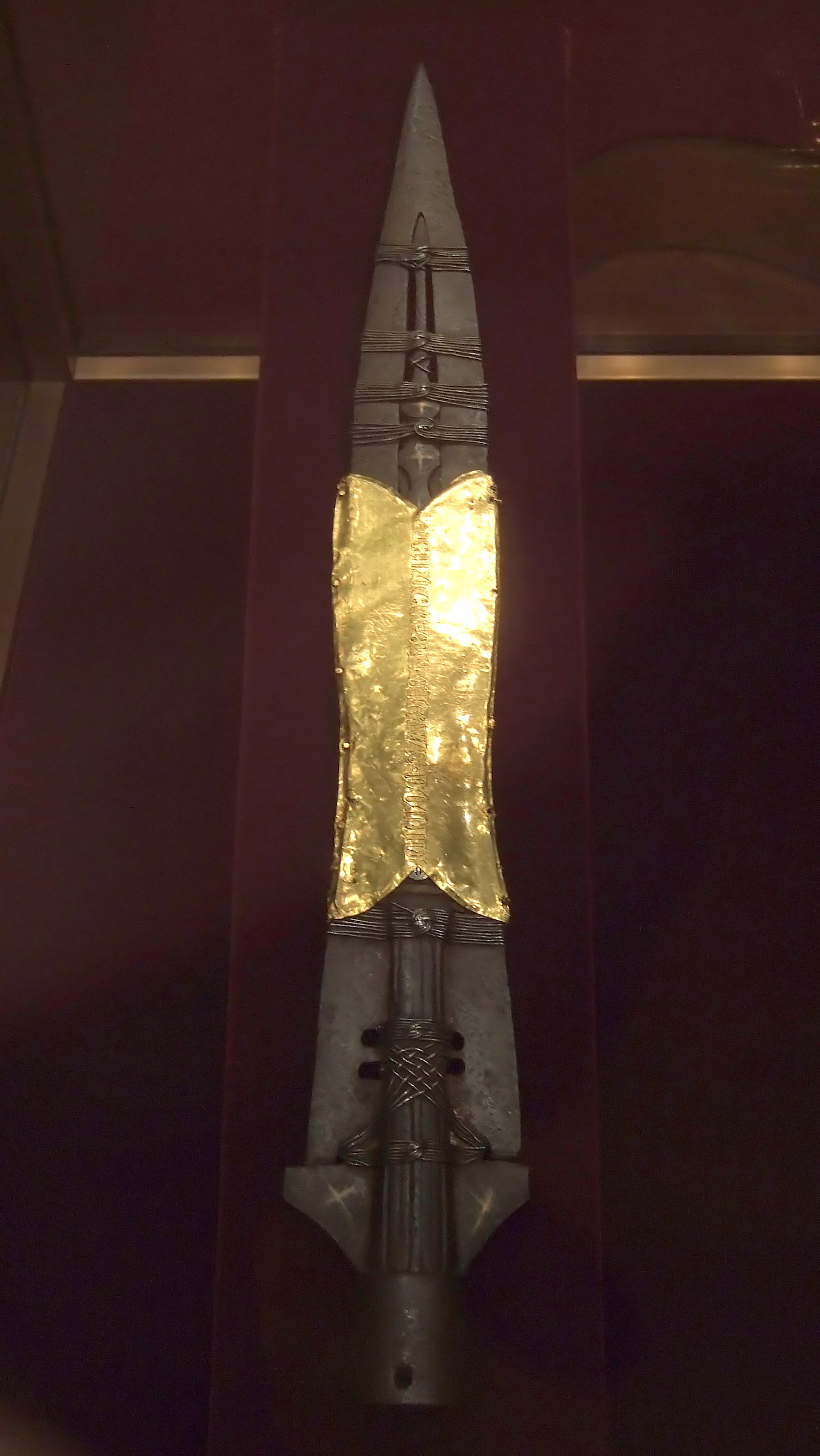
Копьё Лонгина (Хофбург)
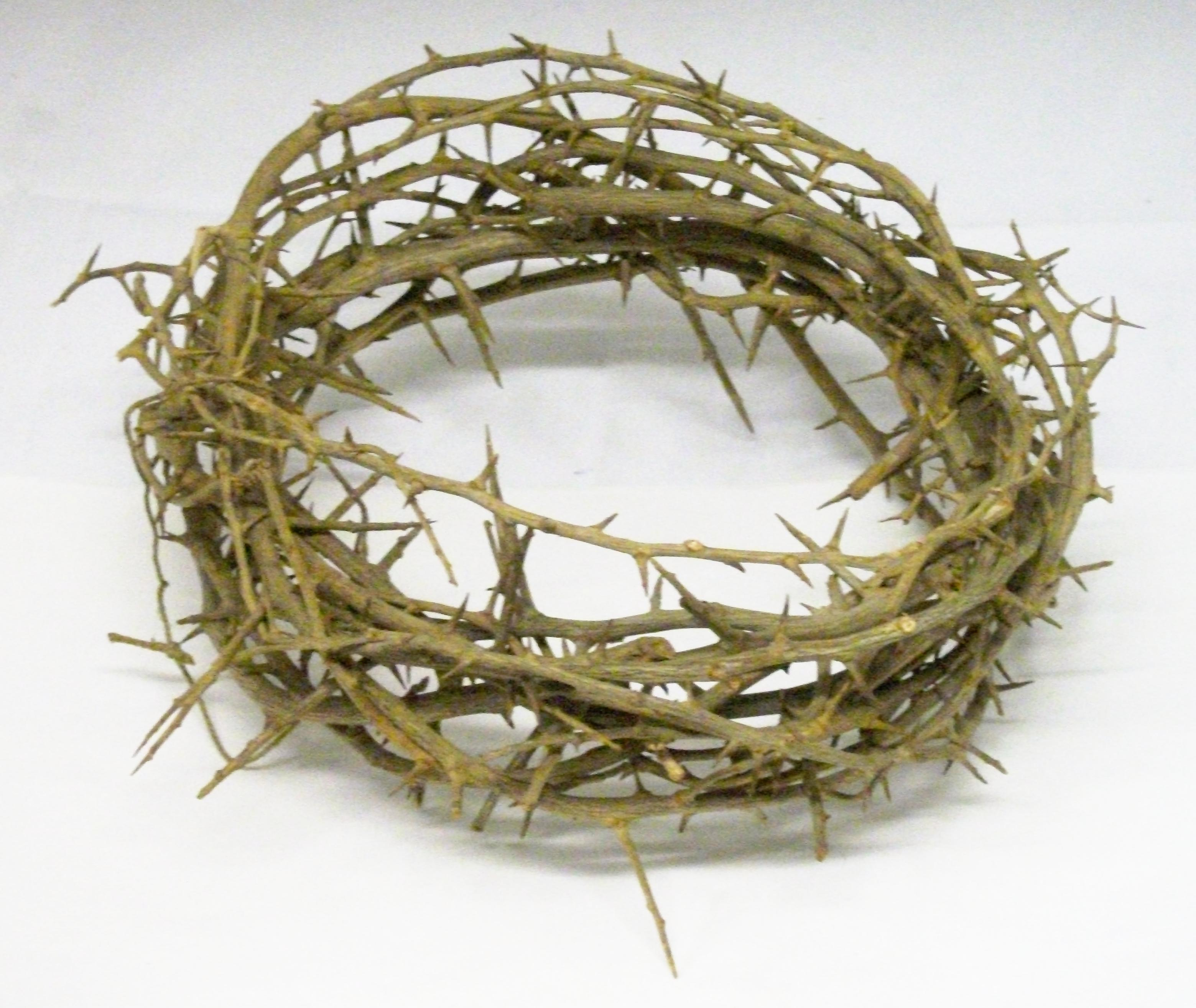
Терновый венец
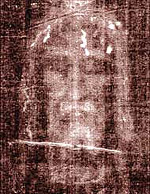
Фрагмент Туринской плащаницы

В православной традиции с последней четверти XVII века композиции с изображением Орудий Страстей Христовых начинают воспроизводиться на антиминсах, покровцах, потирах, дароносицах и дарохранительницах, на окладах Евангелий и икон, позже — на лубочных листах. Более ранние примеры изображений Орудий не так многочисленны и выполнялись, в основном, для заказчиков из царского окружения. Орудия Страстей также изображают на этимасии — Престоле Уготованном, встречающемся как самостоятельно, так и в составе композиции «Страшный Суд» и других сложных символико-догматических композиций. Распространение изображений Орудий Страстей в России в конце XVII века — знак повышенного внимания к теме страданий Христа, которое отразилось также и в духовной литературе (например, текстах Дмитрия Ростовского).

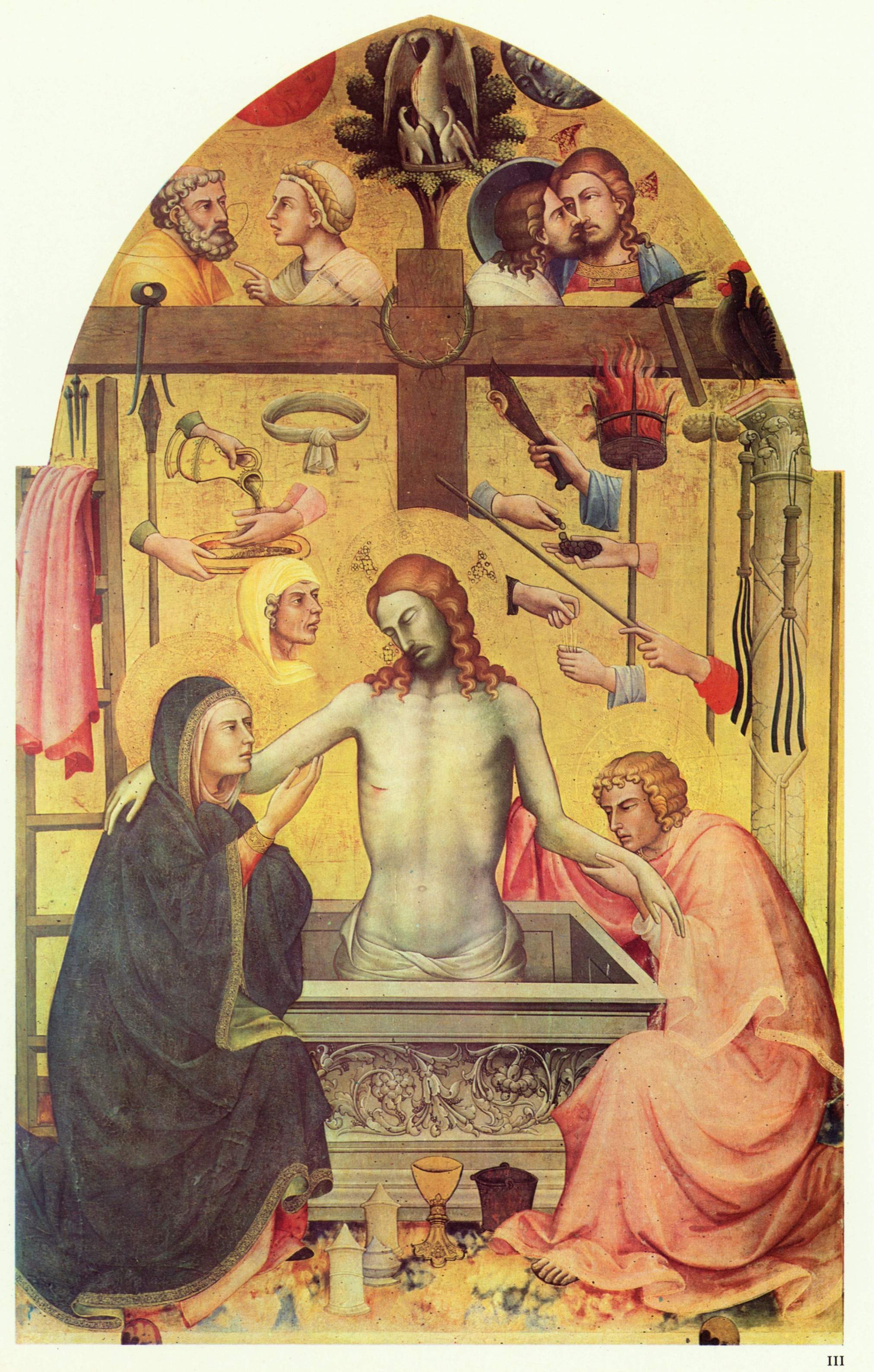
Лоренцо Монако, «Пьета» с орудиями Страстей
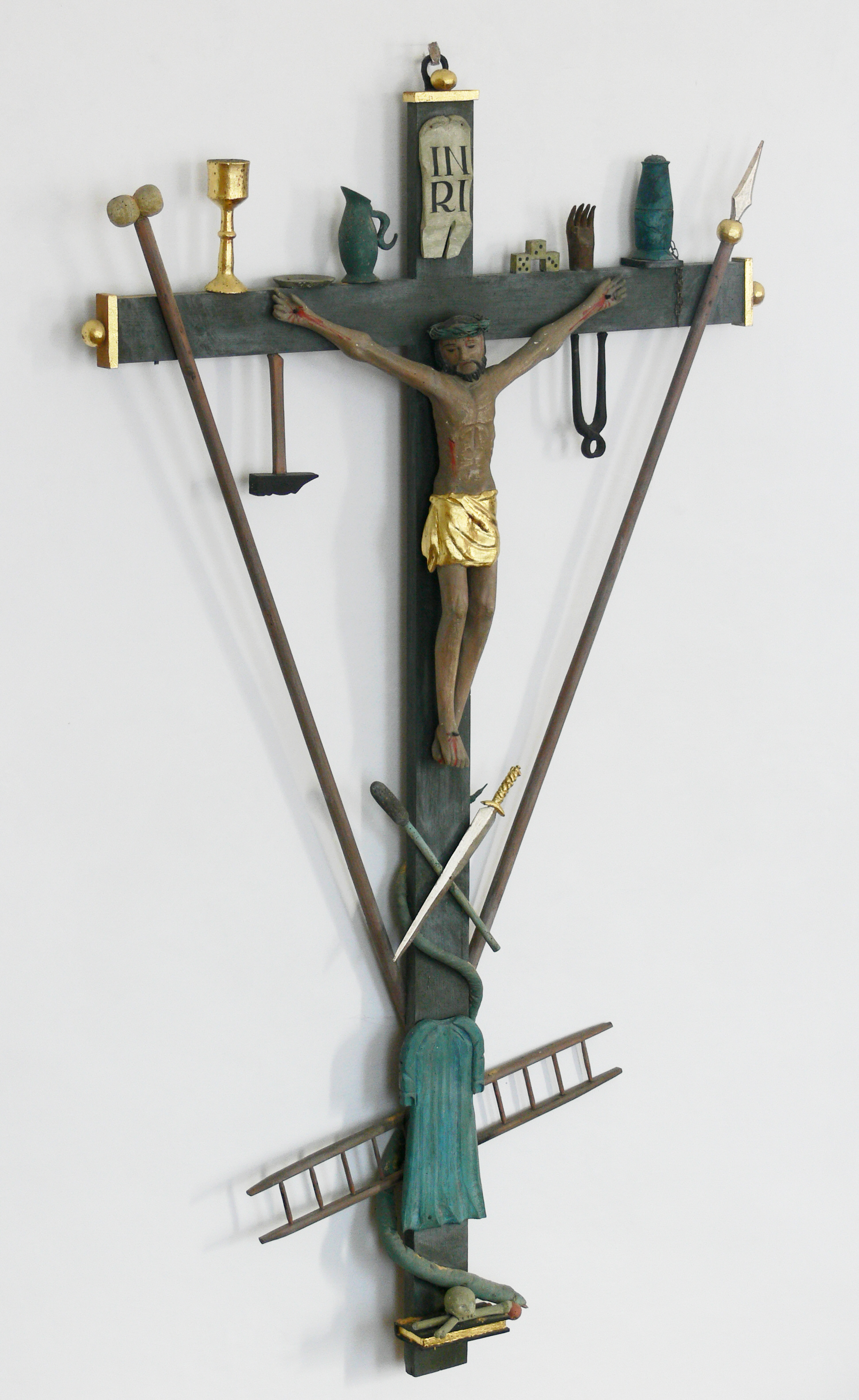
Распятие с орудиями страстей, 1717 г., Бремен, капелла св. Венделина
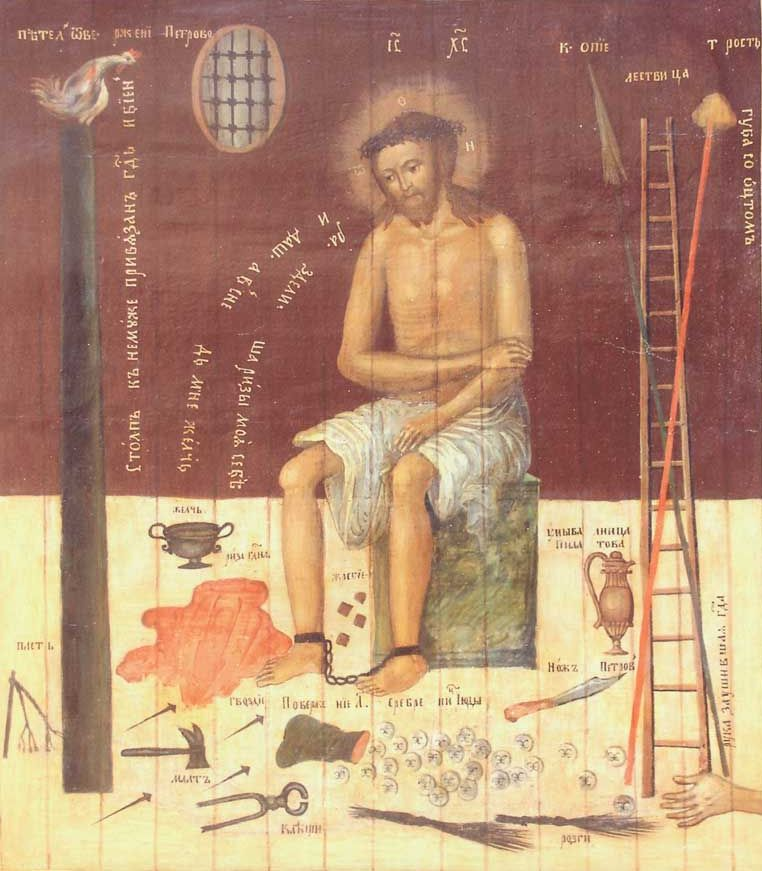
Икона «Христос в темнице с Орудиями Страстей» (начало XIX века)

### Реликвии Страстей
Реликвии Страстей — артефакты, относящиеся к мученичеству Христа, сохраняемые церковью для почитания и использования в обрядах. Как считается, все они относятся к I в. н. э., несмотря на то, что точная датировка многих из этих реликвий издавна ставится учёными под сомнение.

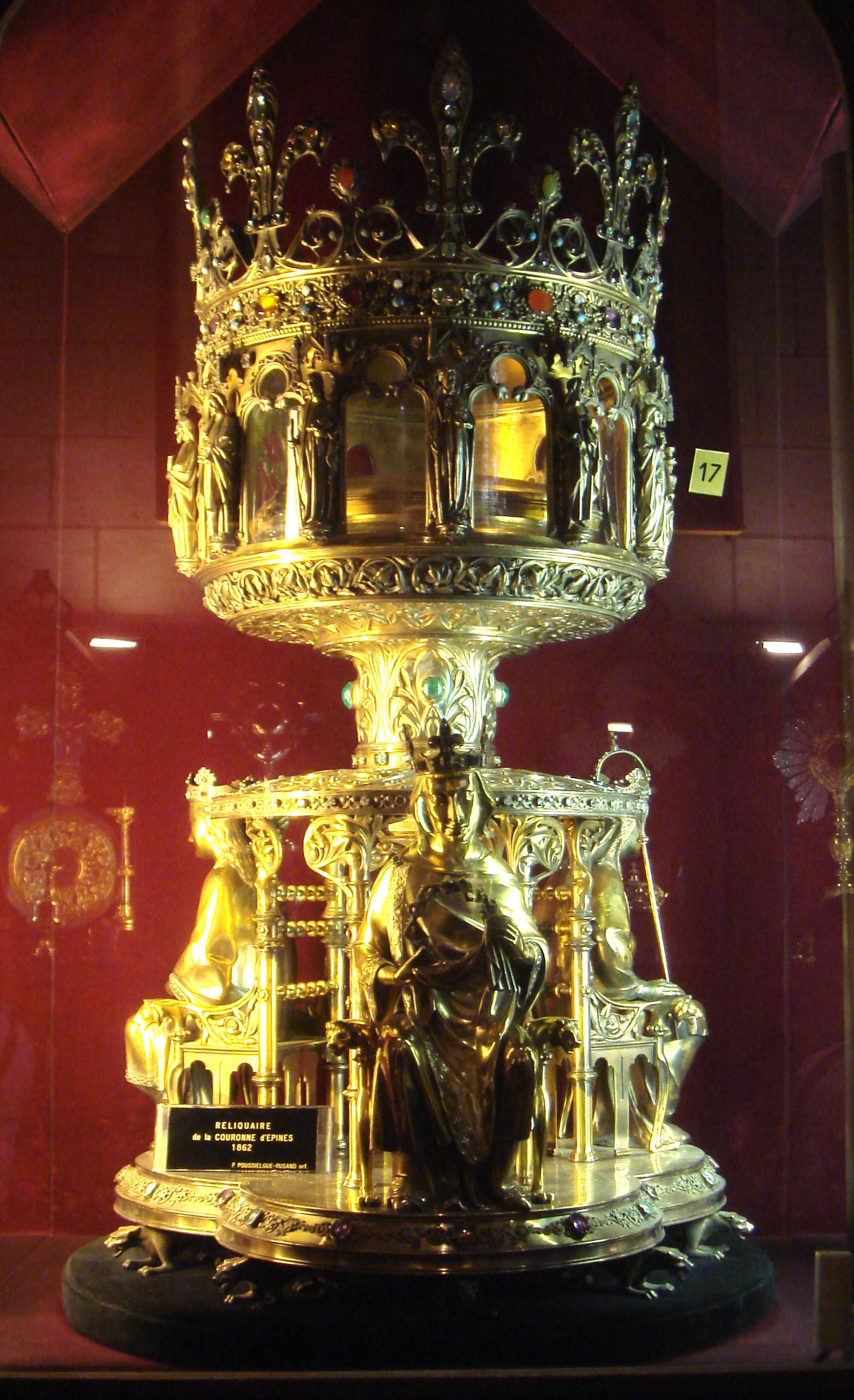
Реликварий для Тернового венца в Соборе Парижской Богоматери

Почитание реликвий Страстей Христовых и в особенности Животворящего креста имеет огромное значение в христианстве. Частицы орудий Страстей являются объектом религиозного поклонения в православии и католицизме. В Средние века они играли значимую роль в политической жизни государств, а также в частной жизни правителей, становясь значительной материальной ценностью, упоминающейся в завещаниях, брачных контрактах, мирных договорах и т. д. Частицы реликвий обязательно были и в молельне главы государства, и в его наперсном кресте. В качестве символа освящения власти реликвии Страстей играли значительную роль в церковно-государственной обрядности.
Большинство реликвий Страстей, как гласят легенды, было найдено равноапостольной Еленой во время её путешествия в Иерусалим. Так, в 326 году ею был обнаружен Животворящий Крест, четыре гвоздя и титла INRI. Самой Еленой крест был разделён на две части, а в последующие годы — уже на огромное множество фрагментов, что породило волну фальсификаций как частей креста, так и других реликвий, связанных с земной жизнью Христа и его Страстями. В отношении ряда реликвий до сих пор нет единого мнения об их происхождении. Например, в отношении Святой лестницы (лат. Scala Santa), хранящейся в капелле Сан-Лоренцо (Рим), существует предание, что она была привезена в 326 году из Иерусалима святой Еленой и именно по ней поднимался на суд Иисус Христос во дворец Понтия Пилата и на её ступенях остались следы его крови. Однако есть мнение, что это одна из старых лестниц Латеранского дворца, сделанная реликвией только около XI века.
В России большое собрание реликвий Страстей находится в ковчеге Дионисия Суздальского — большом мощевике с реликвиями, привезёнными в 1383 году из константинопольского монастыря святого Георгия в Манганах. В нём кроме части Животворящего Креста находятся ещё 16 реликвий, в том числе довольно экзотические: «влас исторган из брады Христа Бога и вода стекшая из ребро на распятье… кровь Христова прободенным копьем стекшая с пречистых ребер… губа юже омочиша во очет и напоиша Христа на кресте распята». Ковчег Дионисия на протяжении столетий находился в Благовещенском соборе и ныне хранится в Московском Кремле.
Наиболее показательной с точки зрения атрибуции реликвии как аутентичной является история научного исследования Туринской плащаницы, продолжающегося по сей день.
Католическая традиция относит к реликвиям Страстей  «Плат святой Вероники», которым она утёрла залитое кровью и потом лицо Христа во время его пути на Голгофу. По преданию, лицо отобразилось на ткани. При изображении плата Вероники лик Христа часто пишется в терновом венце и со следами крови. Считается, что легендарный плат Вероники хранится в соборе святого Петра в Риме. Некоторые исследователи полагают, что плат Вероники хранится не в Риме, а в Манотелло (так называемый «плат из Манотелло»).

## Страсти Христовы в богослужении и духовной литературе

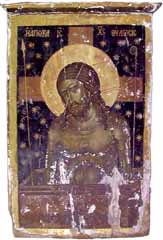
«Христос во гробе». XV век. Двусторонняя икона, на обороте «Распятие с предстоящими»

Православная и Католическая церкви имеют свои собственные обряды, совершаемые в эти дни.

### Православие
События Страстей Христовых вспоминаются на протяжении всей Страстной седмицы, постепенно готовя верующих к празднику Пасхи. В Великую среду за богослужением последний раз читается молитва Ефрема Сирина и прекращаются земные поклоны (за исключением поклонов перед плащаницей). В Великий четверг вспоминают Тайную вечерю, умовение ног ученикам, моление о чаше в Гефсиманском саду и предательство Иуды. В этот день служится предпоследняя (последняя совершается в Великую Субботу) перед Пасхой литургия (по Типикону — литургия Василия Великого), а в кафедральных соборах совершается обряд «Умовение ног». Особое значение имеют богослужебные традиции Великой пятницы, когда церковь вспоминает суд, распятие и смерть Иисуса Христа.

#### БогослужениеВеликой пятницы
Богослужение Великой пятницы посвящено воспоминанию спасительных для христиан страстей и крестной смерти Иисуса Христа. На утрене совершается чтение Двенадцати Евангелий, литургия в этот день не совершается, а на вечерне выносится плащаница и поётся особый канон «О распятии Господа». По благочестивой традиции верующие с вечера Великой пятницы воздерживаются от принятия пищи до Пасхи. Богослужение Великой пятницы, хоть и проникнуто скорбью по смерти Спасителя, но уже готовит верующих к предстоящей Пасхе:

Днесь содержит гроб Содержащаго дланию тварь, покрывает камень покрывшаго добродетелию небеса, спит Жизнь и ад трепещет, и Адам от уз разрешается. Слава Твоему смотрению, им же совершив все упокоение вечное, даровал еси нам, Боже, всесвятое из мертвых Твое воскресение.
— Одно из песнопений Великой пятницы

##### Евангелия Страстей Христовых
«12 Евангелий Святых Страстей Христовых» — православное богослужебное чтение утрени Великой пятницы (в приходской практике совершается вечером в Великий Четверг). Состоит в последовательном чтении двенадцати отрывков из всех четырёх Евангелий, подробно повествующих о последних часах земной жизни Спасителя, начиная с его прощальной беседы с учениками после Тайной вечери и кончая его погребением во гробе Иосифа Аримафейского.
Чтению, совершаемому перед крестом, предшествует полное каждение храма (малым каждением сопровождается каждое чтение, кроме двенадцатого — перед ним вновь совершается полное каждение). Священнослужители и народ стоят в это время с зажжёнными свечами, изображая тем самым, что слава и величие не покидали Спасителя и во время крестных страданий, а также уподобляясь мудрым девам, вышедшим со светильниками навстречу жениху. После утрени, по благочестивому обычаю, верующие, не гася, приносят эти свечи домой.

Патриарх Алексий II совершает чтение Евангелий Страстей в храме Христа Спасителя

В промежутках между Евангелиями поются стихиры и антифоны, напоминающие о неблагодарности и сребролюбии Иуды и еврейского народа, осудившего Иисуса Христа на смерть. В особом каноне, называемом «трипеснецем Космы Маиумского», читаемом после восьмого Евангелия Страстей, изображается величие страданий Спасителя и вся тщетность замысла евреев задержать в земле Сына Божья.
В богослужебных песнопениях также вспоминаются Страсти Христовы:

- Разделиша ризы Моя себе и о одежди Моей меташа жребий

— Прокимен, поемый после 6-го чтения Евангелия
- Разбойника благоразумного во едином часе раеви сподобил еси, Господи, и мене древом крестным просвети и спаси мя

— Светилен, поемый после 9-й песни «трипеснеца»

##### «Вынос Плащаницы»

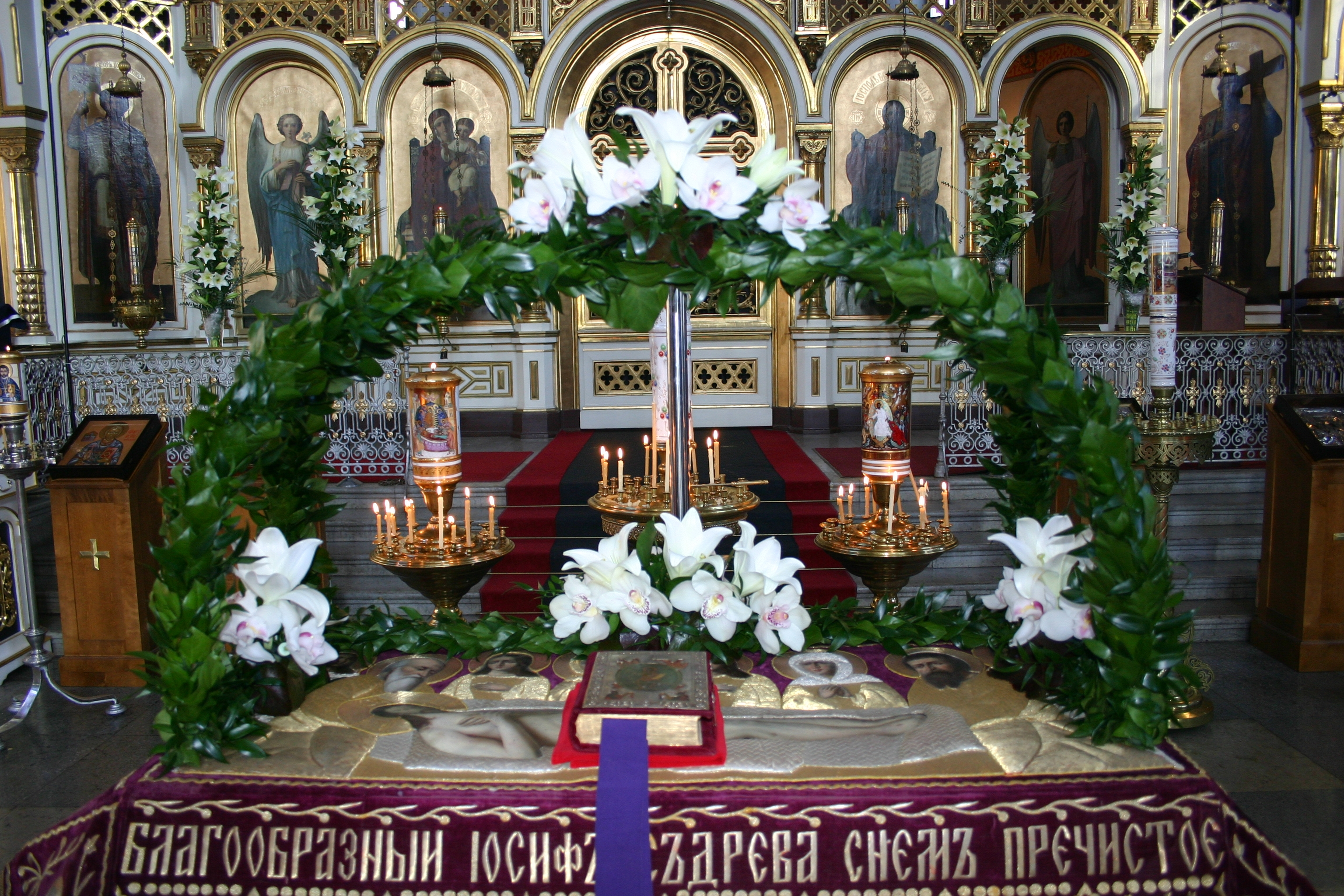
Плащаница, положенная на «гробнице»

Плащаница — плат с изображением Христа, снятого с креста. Выносится на вечерне Великой пятницы, которая обычно совершается днём, для поклонения верующим. Для неё в центре храма устанавливается возвышение — «гроб», украшаемый цветами.
Перед началом богослужения плащаница помещается в алтаре на престоле. Все песнопения вечерни посвящены страданиям и смерти Христовым, читается Апостол и четыре евангельских отрывка, повествующих о смерти и погребении Иисуса. Во время службы при пении известного тропаря «Благообразный Иосиф, с древа снем Пречистое Тело Твое, плащаницею чистою обвив, и вонями во гробе нове покрыв положи» священник, совершив три земных поклона, поднимает плащаницу с престола и через северные врата выносит её на середину храма и полагает на приготовленной «гробнице». Вынос совершается в предшествии свещеносцев и диакона со свечой и кадилом. При соборном служении настоятель идёт под плащаницей, неся Евангелие над главой или в руках. Если священник один, то Евангелие несёт в левой руке диакон, держа в правой кадило, а если нет диакона, то кто-либо из благочестивых прихожан несёт Евангелие, завёрнутое в ткань. Затем после троекратного каждения вокруг Плащаницы священнослужители совершают поклонение и целование плащаницы.
После вечерни совершается малое повечерие, на котором поётся Канон о распятии Господа и «На плач Пресвятой Богородицы» — песнопения, составленные в X веке Симеоном Логофетом. Затем после отпуста к поклонению и целованию плащаницы подходят прихожане. Плащаница находится в центре храма три неполных дня.

#### Чинопоследование пассии
Пассия (лат. passio — «страдание», «страсть») — особое, не предусмотренное Уставом чинопоследование, обычно соединяемое с акафистом Страстям Христовым. Составлена в середине XVII века киевским митрополитом Петром Могилой. Как считается, имеет латинское происхождение. В богослужебной практике старообрядцев отсутствует.
Чин пассии совершается четыре раза — по числу Евангелистов. В Типиконе РПЦ нет указаний, когда и как следует служить пассию, поэтому чин пассии совершается обычно по установившейся местной богослужебной практике. Обычно она совершается по вечерам во второе, третье, четвёртое и пятое воскресение, или пятницу Великого поста.
Чинопоследование пассии соединяется с повечерием либо с вечерней. На время совершения пассии, как и во время утрени Великого пятка, посередине церкви ставится крест. К положенным в этот день песнопениям прибавляются чтения и пения, составляющие отличие пассии: песнопения Страстной седмицы, чтение евангельских повествований о Страстях Христовых, а также иногда акафист Страстям Господним. Как правило, служащий пассию священник произносит проповедь с поучением об искупительной жертве Иисуса Христа.
Отличие читаемого за пассией акафиста Страстям Христовым состоит в том, что в нём икосы не завершаются чредой двенадцати хайретизмов, то есть возгласов, начинающихся словом «радуйся» (греч. Χαῖρε) как формы приветствия.

#### Старообрядцы

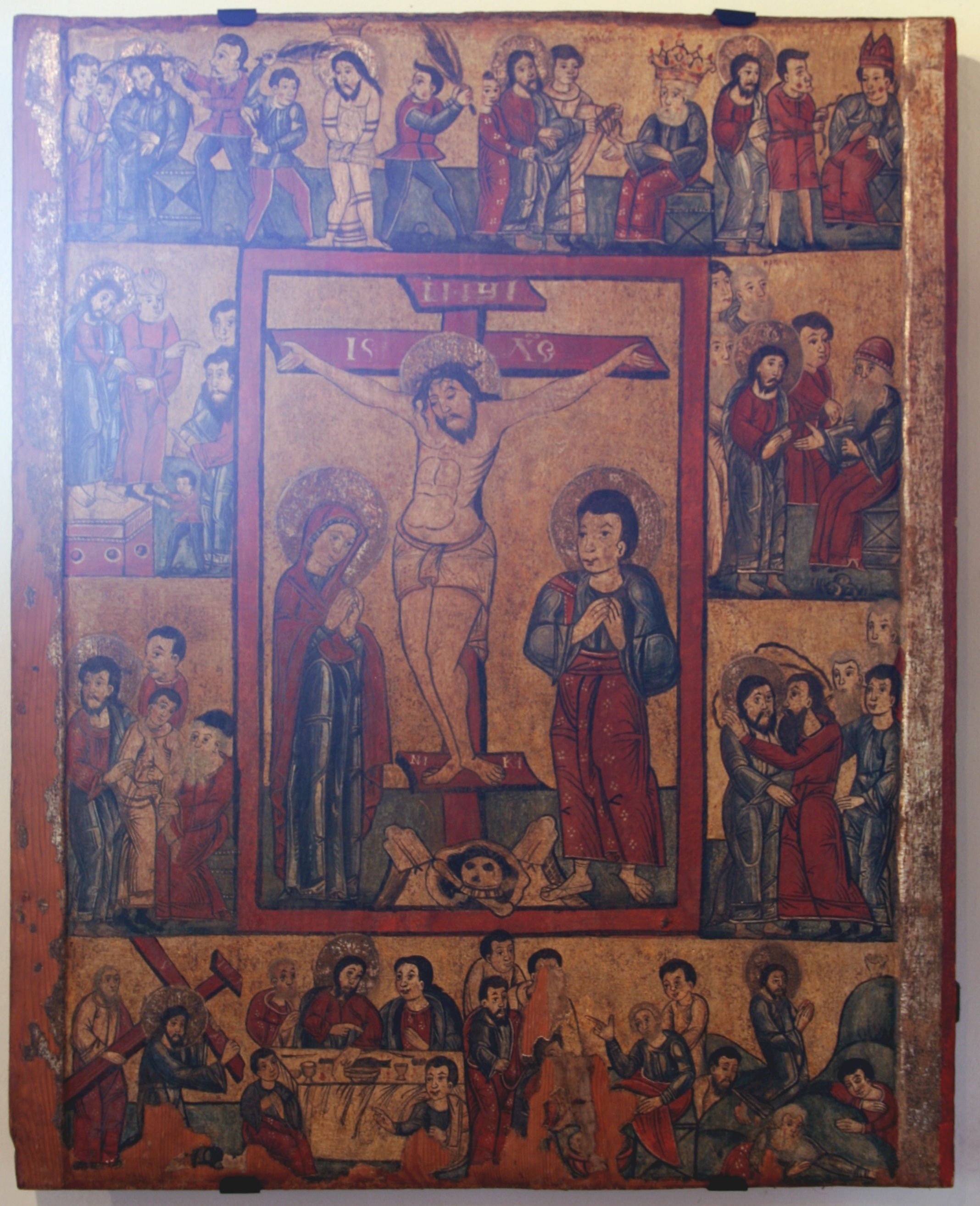
Икона «Распятие» со сценами Страстей, Польша

Не приняв церковной реформы патриарха Никона, старообрядцы сохранили все бывшие до неё в Московской Церкви богослужебные традиции почитания Страстей Христовых. По причине отсутствия возможности долгое время совершать полноценные богослужения творчеством старообрядцев было создано много духовных стихов и песен, основанных как на канонических евангельских текстах, так и на апокрифических сказаниях. Ряд из них посвящён и Страстям Христовым:
На позорном лобном месте  
На горе Голгофе — 
Обесславлен, обесчещен 
Исус, Сыне Божий. 
Весь в кровавых язвах, 
На кресте бысть распят.

##### Апокрифический сборник «Страсти Христовы»
«Страсти Христовы» — апокрифический сборник, повествующий о последних днях земной жизни Иисуса Христа, его распятии, Воскресении и схождении во ад. Состоит обычно из 32-х глав. Составление сборника относится к XVII веку, распространение получил в среде старообрядцев (занимает существенное место среди изданий старообрядческих типографий во Львове, Почаеве, Супрасле в XVIII—XIX веках).

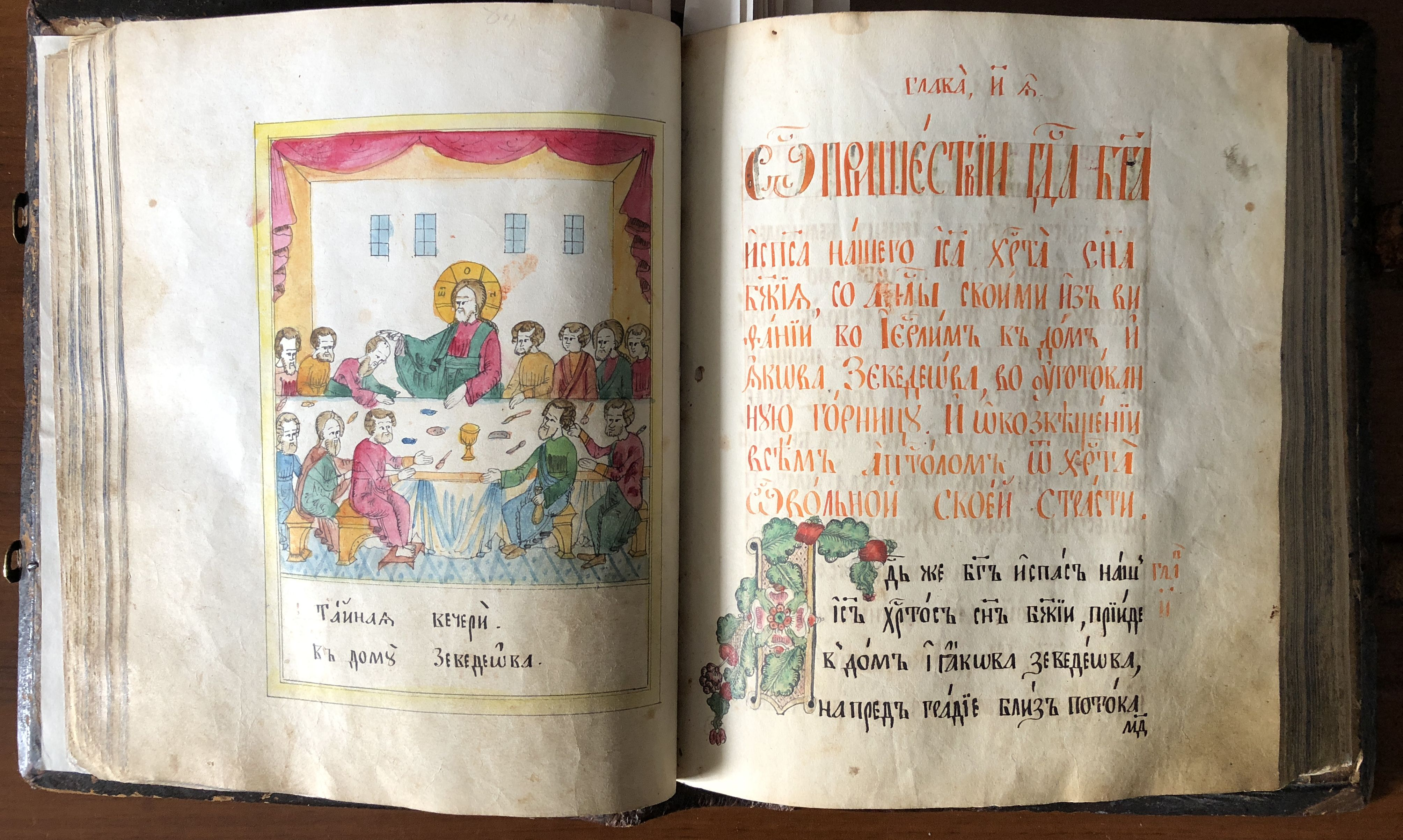
«Страсти Христовы» (старообрядческая иллюминированная рукопись, 1860-е гг.)

В книге особое место занимают эпизоды, почти не затронутые в канонических Евангелиях. Среди них стоит отметить:
- «О поставлении друга Христова Лазаря архиереем в Китейский град»;
- «О возвещении Господа нашего Исуса Христа Пречистой Своей Матери, яко идёт на страсть вольную, и о поручении Ея Женам мироносицам»;
- «О воскресении Христовом и сошествии Его во ад»;
- «О пришествии из Иеросалима в Рим к кесарю Марфы, Марии»;
- «О раскаянии и страдании Пилатове»;
- «О гибели первосвященников Анны и Каиафы».

Основу сборника составили несколько апокрифических сказаний. Основой повествования о схождении Христа во ад и изведении праведников взято из так называемого «Евангелия от Никодима» (II век). Кроме «Страстей Христовых» это сказание стало источником некоторых богослужебных текстов, например, службы Великой Субботы и иконописных сюжетов.
В настоящее время сборник продолжает читаться в среде старообрядцев в дни Великого поста и особенно Страстной Седмицы.

### Католицизм

#### Великая пятница

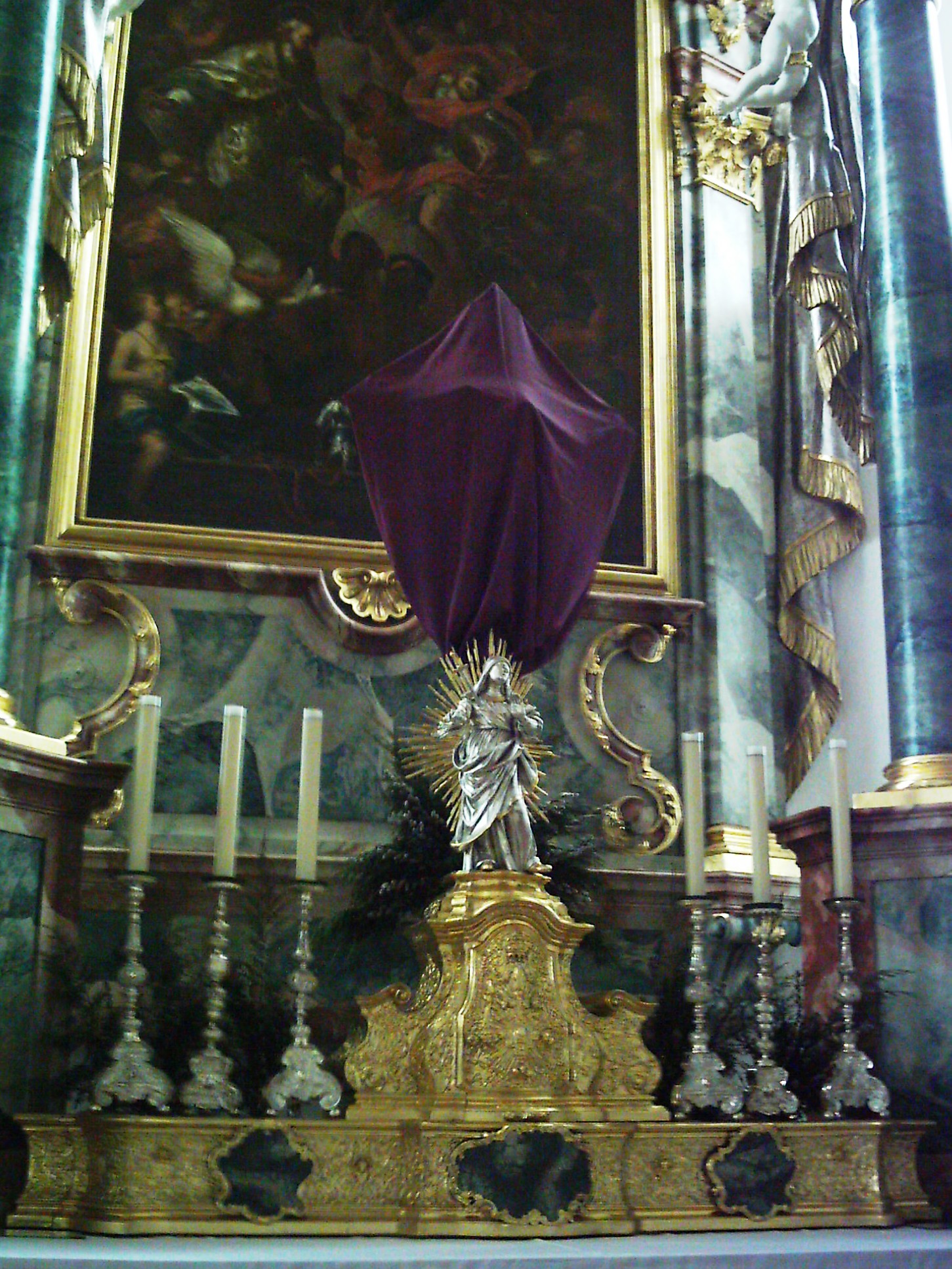
Распятие, закрытое покровом перед началом службы Поклонения Кресту

Богослужение Страстной пятницы посвящено воспоминанию Страстей Господних, это единственный день в году, когда в Католической церкви не совершается Евхаристия. Алтарь полностью обнажается, с него снимаются все покровы, кресты и подсвечники. На Литургии Слова проходит чтение «Страстей Господних» (см. далее). Между Литургией Слова и причащением проводится специальная служба, совершаемая только в этот день — Поклонение Кресту. К алтарю выносят закрытый покровом крест, который постепенно открывается при возгласах: «Вот древо Креста, на котором был распят Спаситель мира». Затем поются так называемые «укоры» (или импроперий — лат. improperia), особые песнопения, содержание которых подчёркивает любовь Божию к людям и неблагодарность иудеев по отношению к Спасителю. Все прихожане по очереди целуют Крест, как главное орудие Страстей и спасения человечества.
Кресту Твоему поклоняемся, Владыка, и святое воскресение Твоё славим.Антифон поклонения Кресту
По окончании поклонения священник произносит «Крестопоклонную проповедь», в которой идёт речь о Страстях Господних и о Христовой жертве для спасения человечества. После окончания мессы проводится так называемая «процессия ко Гробу Господню», во время которой Святые Дары переносятся из главной дарохранительницы храма, которая остаётся пустой, в боковую часовню, символически представляющую Гроб Господень, где и остаются до торжественного пасхального богослужения. Процессия символизирует снятие с Креста Тела Спасителя и Его погребение.

#### Чтение Страстей Господних
«Страсти Господни» — особая служба, на которой последовательно читается одно из четырёх Евангелий, начиная с прощальной беседы Христа с учениками после Тайной Вечери и заканчивая погребением Господа во гробе Иосифа Аримафейского.
Чтение Страстей проводится дважды в году — в день празднования Входа Господня в Иерусалим (Вербное воскресенье) и в Страстную Пятницу. Служба проводится без обычных для Евангельских чтений каждения и возжигания свечей. Чтение могут совершать священник, диакон или чтецы. В последнем случае Страсти обычно читаются на несколько голосов, рекомендуется (хотя это и не является строго обязательным), чтобы слова Христа произносил священник. При словах, повествующих о смерти Христа, все прихожане становятся на колени. За Страстями обычно следует краткая проповедь священника.

#### Богослужение Крестного пути
Крестный путь — особое католическое богослужение, воссоздающее в памяти верующих основные моменты Страстей Господних. Богослужение состоит из 14 стояний, представляющих собой различные моменты Страстей Христа, а также вступления и заключения.
Обычно богослужения крестного пути проводятся во время Великого поста, особенно по пятницам. Обязательно проводится крестный путь в Великую пятницу — день распятия и смерти Христа. У храма или внутри него ставятся 14 крестов, останавливаясь у них, верующие вспоминают события Страстей.
Стояния крестного пути:

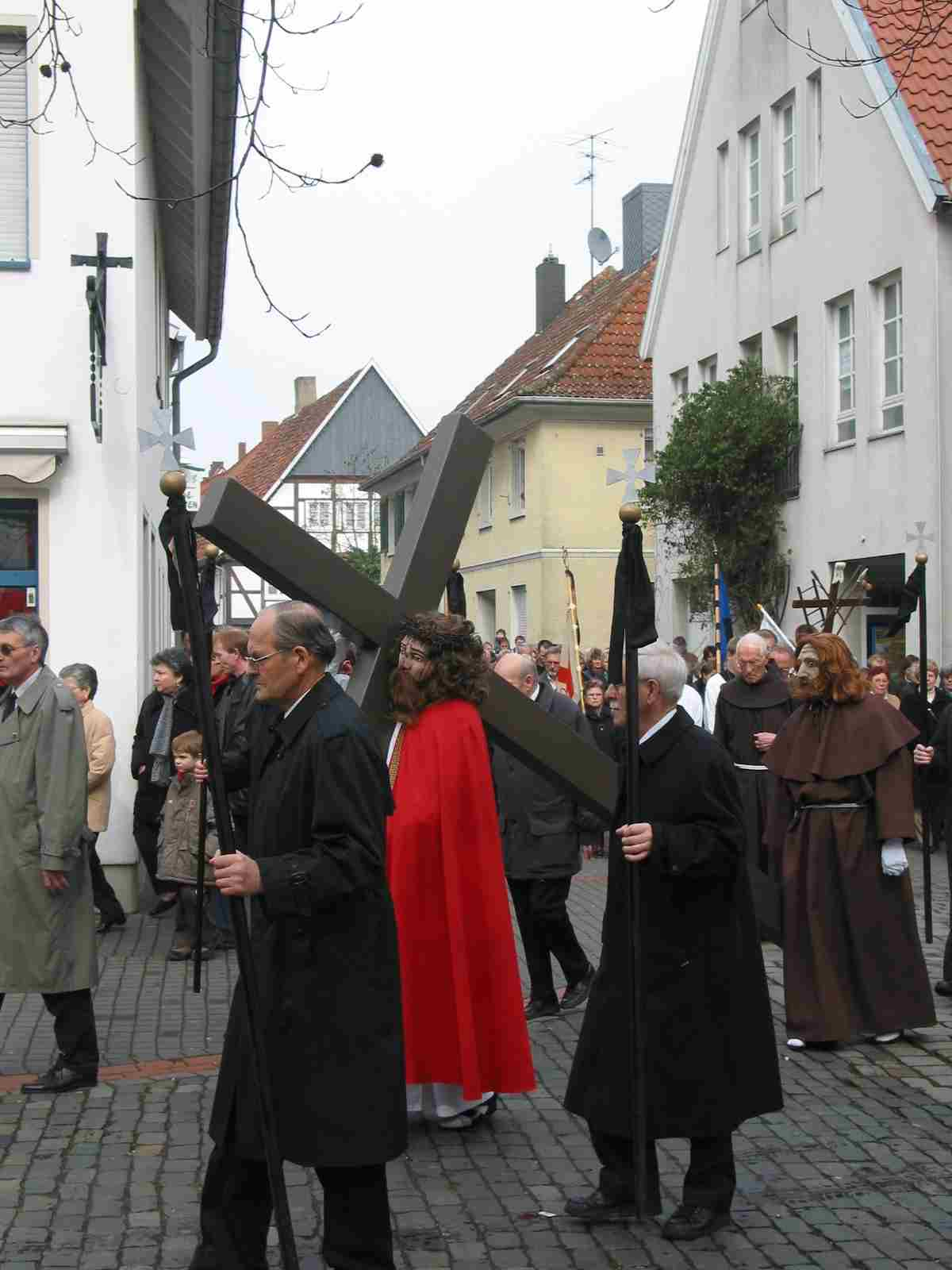
Современная процессия в Германии

- I: Господа Иисуса осуждают на смерть;
- II: Иисус берёт крест на свои плечи;
- III: Иисус падает в первый раз;
- IV: Иисус встречает свою Мать;
- V: Симон Киринеянин помогает Христу нести крест;
- VI: Св. Вероника отирает лицо Господу Иисусу;
- VII: Иисус падает второй раз;
- VIII: Иисус Христос утешает плачущих женщин;
- IX: Иисус падает третий раз;
- X: Иисуса Христа обнажают;
- XI: Иисуса прибивают ко кресту;
- XII: Иисус умирает на кресте;
- XIII: Иисуса снимают с креста;
- XIV: Погребение Иисуса Христа[90].

Во многих странах с большим католическим населением, где есть монастыри или почитаемые храмы, расположенные в горах или удалённых местах, вдоль дороги, ведущей к святилищу, устанавливаются скульптурные или живописные изображения стояний крестного пути. Богослужение крестного пути, таким образом, может быть совмещено с паломничеством.
В Иерусалиме в Страстную Пятницу проводится богослужение крестного пути на улицах города вдоль предполагаемой дороги, которой вели Христа на Голгофу, так называемой «Via Dolorosa».

### Нехалкидонские церкви. Великая пятница

#### Армянский обряд
Богослужения восходят к древнему иерусалимскому обряду. «Ночная служба» состоит из шести частей, в каждой читаются 3 псалма с антифонами, гимн католикоса Нерсеса IV Шнорали, Евангелие и совершается коленопреклоненная молитва. В середине дня совершается «Служба Распятия». Каждая из восьми частей службы содержит чтение паремии, Апостола и Евангелия, исполнение гимна Нерсеса IV. Завершает день «Служба Погребения Христа», сопровождаемая древними иерусалимскими чтениями.

#### Западно-сирийский обряд
Число служб такое же, как и в обычные дни (семь). Увеличивается количество исполняемых гимнов, уменьшается пение псалмов. На Ночной службе поются гимны Страстей. Особенность Великой пятницы — чин поклонения Кресту; его лобызание; шествие с ним; Воздвижение Креста; окропление (горькой смесью); погребение под престолом. Далее следуют вкушение верующими горькой смеси в память вкушения оцта Христом и Страстные песнопения. В приходах всю ночь проходит чтение Псалтири.

#### Восточно-сирийский обряд
В ночь на Великую пятницу происходит одна из немногих всенощных служб этой церкви. Во время всенощной исполняются три псалмических блока (mawtba): «об умовении ног», «о таинстве Евхаристии», составное Евангелие. Далее читается 19-й раздел Псалтири, проходят ночная служба, утреня и крещальный чин, который означает окончание великопостного периода подготовки оглашаемых. Литургия в этот день не служится. На вечерне после чтения определённых отрывков из Исайи, Даниила, послания к Галилеянам, евангелий от Луки, Матфея, Иоанна происходит шествие с Крестом от вимы до алтаря, символизирующее Смерть и погребение Христа. Завершается вечерня «чином погребения» с исполнением антифона.

#### Эфиопский обряд
Утреня Великой пятницы начинается с гимна-исповедания веры в Страсти и Воскресение Христовы, далее следуют чтения и песнопения, завершение — священническое благословение. В 3, 6 и 9 часы прочитывается вся Псалтирь, антифонно исполняются специальные гимны. Возможны чтения паремий, святых отцов, отрывков из Апостола, повествований о Страстях из евангелий. Великая пятница завершается службой 12 часа, в конце которой происходит обряд «погашения света».

#### Коптская церковь
В Великую пятницу проходят Библейские чтения, так же, как и во все дни Страстной седмицы.

## Страсти Христовы в изобразительном искусстве

### Западная Европа

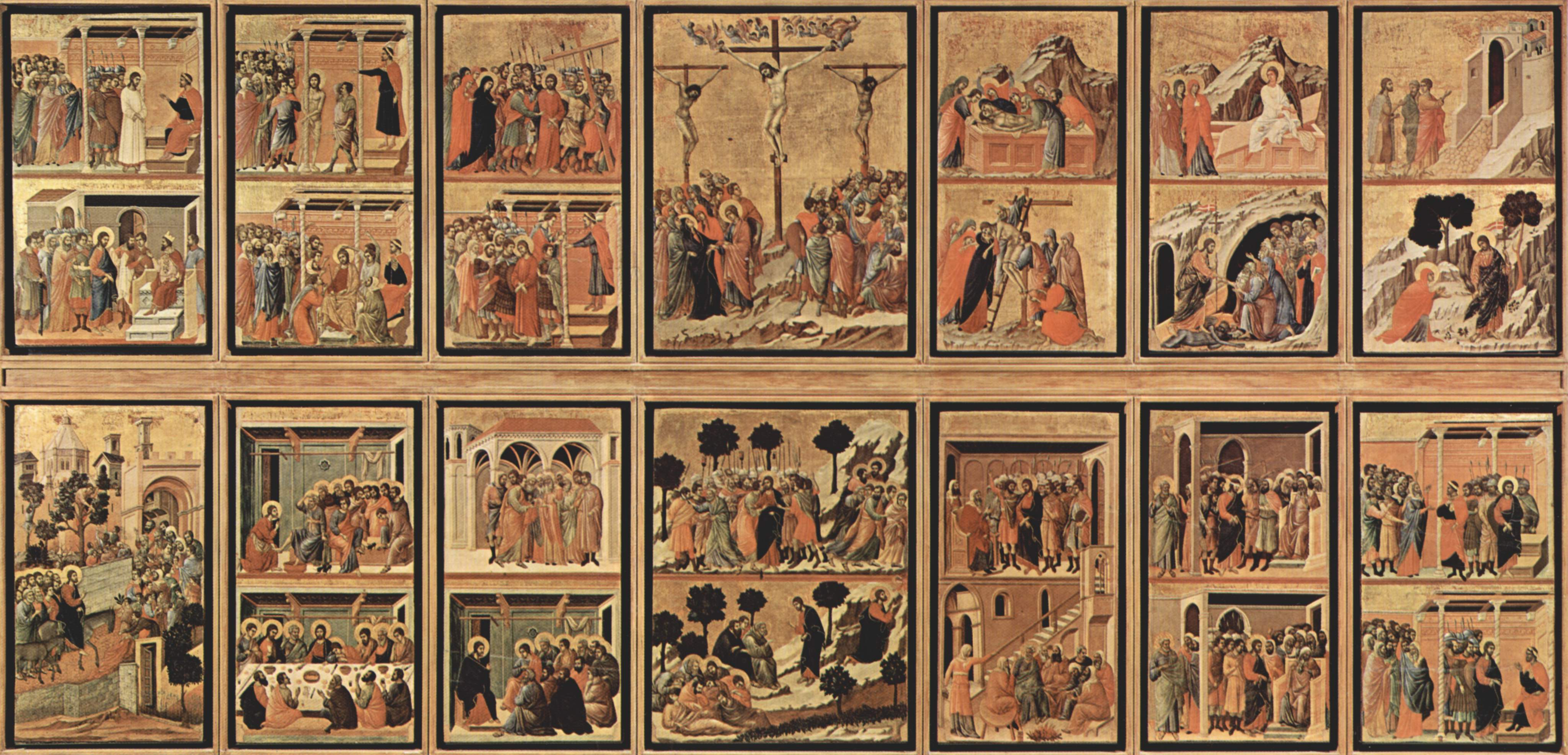
Дуччо, оборот «Маэсты»

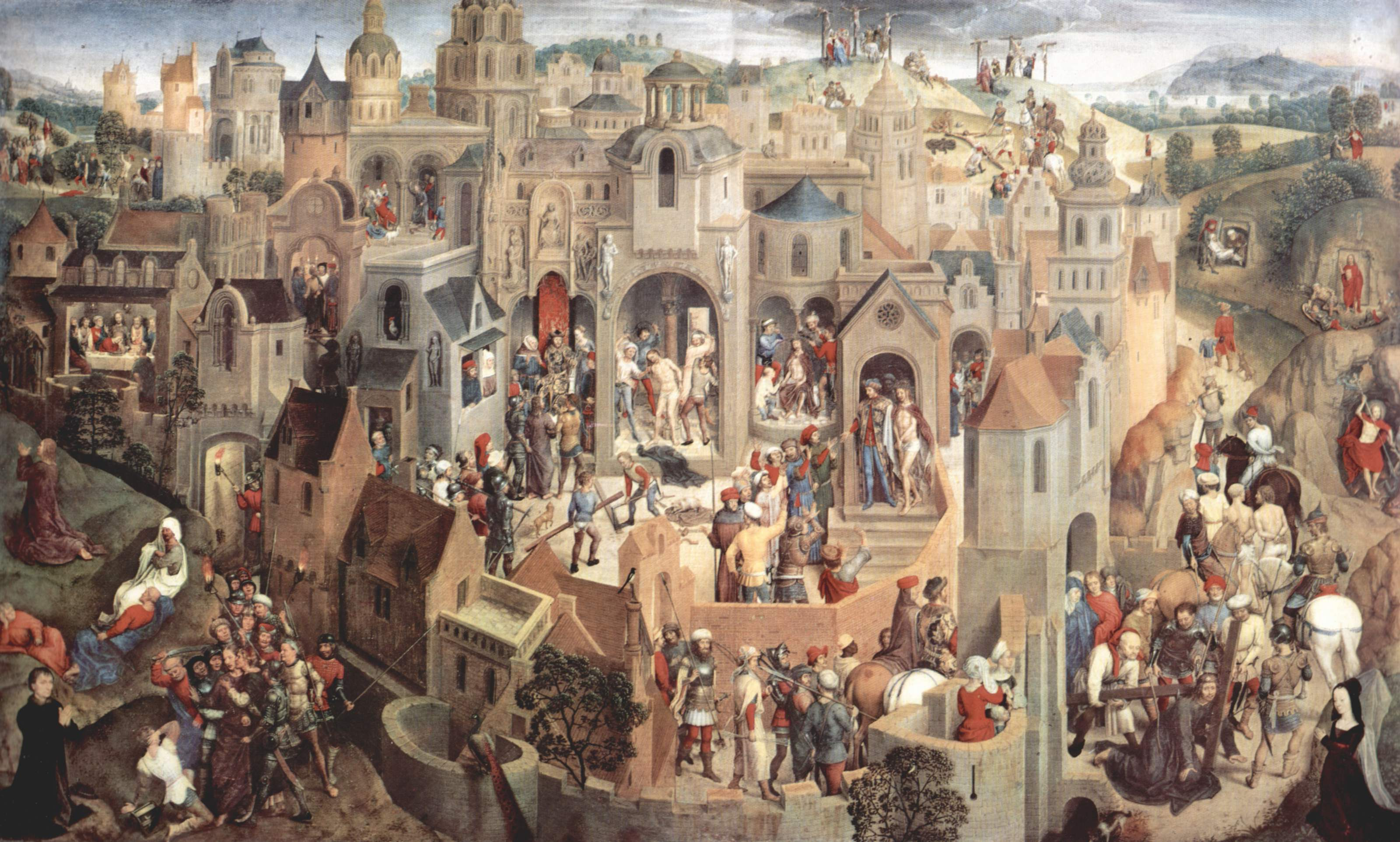
Мемлинг, Страсти Христовы

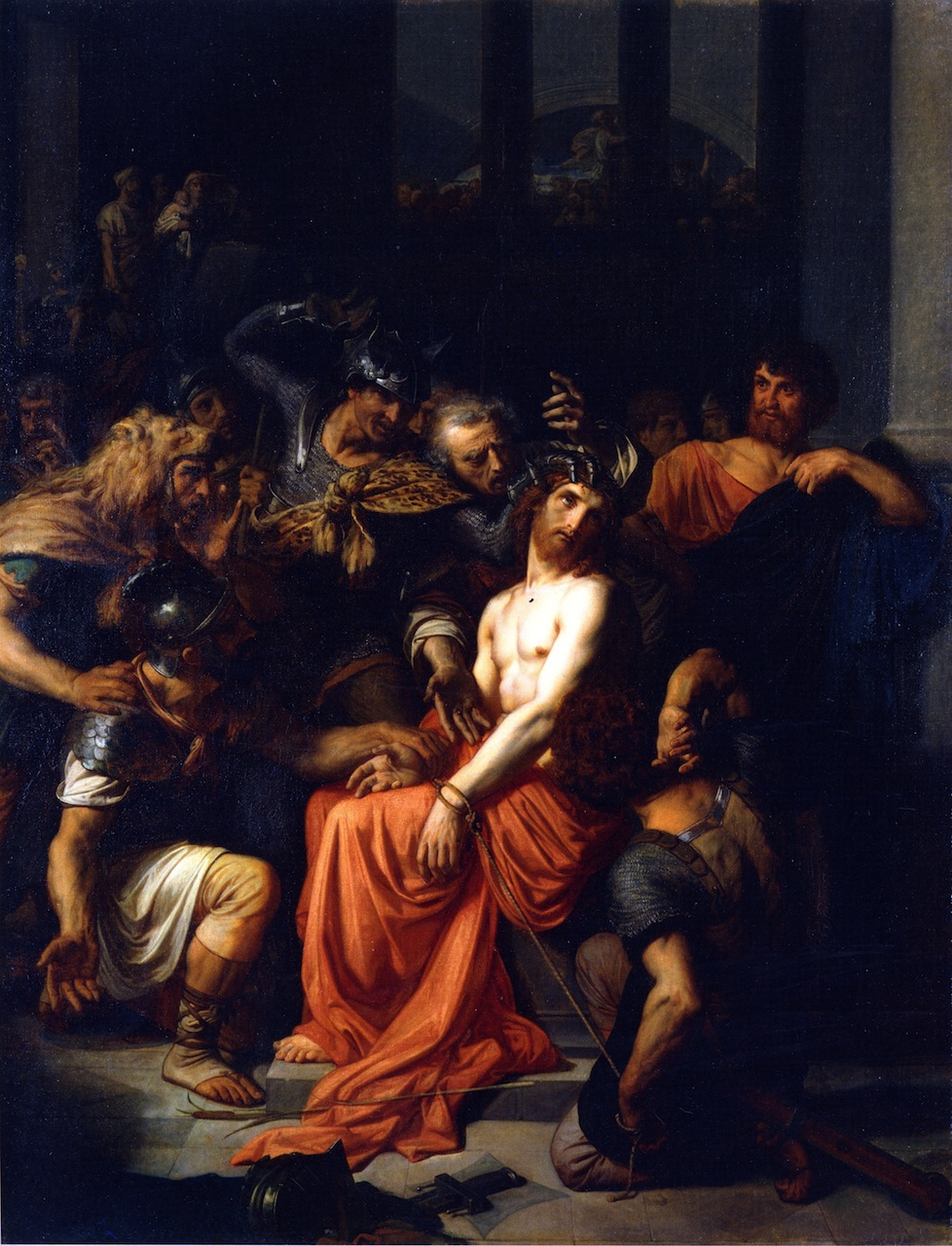
Кабанель "Осмеяние Христа"(1845) или "Христос и судьи"

Считая, что «живопись — это Библия для тех, кто не умеет читать», церковь активно использовала искусство, чтобы рассказать о Страстях массе неграмотного народа. Поэтому ряд Страстей Христовых часто становился темой циклов художественных произведений и самостоятельных картин. Уже с IV—V веков в изобразительном искусстве появляются отдельные эпизоды Страстей. К наиболее ранним страстным циклам относятся мозаики равеннской базилики Сант-Аполлинаре-Нуово (рубеж V—VI веков).
Мастера могли как посвящать каждой из Страстей отдельную работу, либо же совмещать в одном произведении сразу несколько сюжетов (один из примеров такого соединения — миниатюра Жана Фуке «Несение Креста»). А на иконах, ретабло, алтарных образах и в произведениях декоративно-прикладного искусства сюжеты также могли располагаться клеймами подряд, в повествовательном цикле. Во фресковых циклах Страсти обычно изображались через последовательность эпизодов; гораздо реже использовался более эффектный приём — весь Страстной цикл помещался в городской пейзаж, изображавший Иерусалим, но приближённый к современной художнику городской среде.
Мастерами, иллюстрировавшими Страсти первыми — и в наиболее полном объёме — в западноевропейском искусстве оказались Джотто (капелла Скровеньи) и Дуччо («Маэста»). Если не считать Дюрера, который не единожды обращался в своём творчестве к последним дням жизни Христа и посвятил этой теме серии гравюр «Большие страсти», «Малые Страсти», «Страсти на меди», художники следующих поколений не смогли повторить столь масштабный труд, но создавали работы по отдельным сюжетам. В их число входят серия гравюр Мартина Шонгауэра, Луки Лейденского, Кранаха, станковая живопись Ханса Мемлинга, Эль Греко, Грюневальда, Брейгеля, Гольбейна, Босха, Тициана, Тинторетто (страстной цикл в церкви Сан-Поло, Венеция), Караваджо, Рубенса, Рембрандта и многих других. Эти полотна выполнялись по сразу узнаваемым иконографическим схемам, обусловленным евангельскими рассказами, и разница между ними вызвана лишь композицией, индивидуальной манерой авторов и стилевым направлением исторической эпохи. Атрибутика, костюмы и набор второстепенных действующих лиц оставались в принципе неизменными и выполненными согласно канону.

### В православии
В русской иконописи, питаемой православием и связанной с византийской традицией, в отличие от западного искусства, нельзя найти полный набор изображений Страстей, поскольку православие имеет другую точку зрения на их визуальную передачу — меньше эмоциональности, натурализма и больше скрытого величия Христа. Западные художники делали акцент на страдания Иисуса-человека, иногда «в ущерб идеальному значению» Страстей.
Основная форма изображения Страстей в православии — так называемые Страстны́е иконы, имеющие клейма, посвящённые событиям страстей, а центральной композицией — Воскресение или же Распятие. Известен тип Страстно́й иконы Пресвятой Богородицы, называемой так, потому что по сторонам лика Девы Марии изображаются два летящих ангела с Орудиями страстей (Страстной монастырь получил своё имя в честь этой иконы).

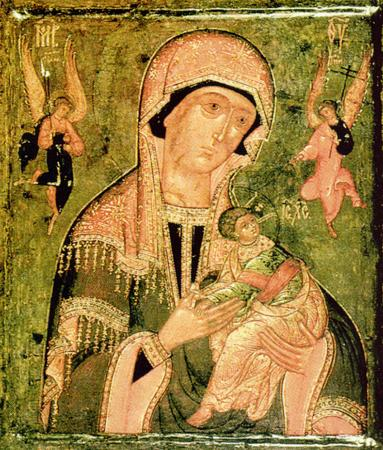
Страстная икона Божьей Матери

Страстям Господним посвящался отдельный чин иконостасов, как правило, 6-й ряд (иконостас Большого собора Донского монастыря в Москве, Софии Новгородской, храма Введения во храм Пресвятой Богородицы в Москве, Патриаршего дворца и церкви Двенадцати апостолов, Успенского собора Ростова Великого, Распятской Теремной церкви и др.). Этот Страстной чин являлся увенчивающим. В его центре помещалось более крупное или же резное изображение Распятия. Возник он как самостоятельный ряд после Московского Большого собора (1666—1667 годы), указавшего, что в иконостасе следует помещать «Распятие и страсти Спаса нашего Иисуса Христа». До этого являлся частью Праздничного цикла. С конца XVII века иконам Страстей, которые служили одновременно завершением иконостаса как архитектурного сооружения, придавали различные декоративные формы — круга, эллипса и проч., обрамляя их резными золочёными картушами-рамами в ярко выраженном барочном стиле.
Кроме того, Страсти — обычная тема фресковых циклов при росписи церквей, причём хронологическая последовательность может не соблюдаться (церковь Богоматери Перивлепты в Охриде, церковь Спаса на Нередице, церковь Спаса на Торгу, церковь Фёдора Стратилата на Ручью). В Исаакиевском соборе они выполнены в технике мозаики. Широкое распространение получил в народной скульптуре иконографический тип «Христос в темнице».

## Мистерии
Известны размышления византийских писателей о последних днях Христа, в том числе в поэтической и драматической формах. Одна из ранних пьес на эту тему — Χριστòς πχσχων (лат. Christus patiens), атрибутировалась многим авторам, иногда приписывалась Григорию Богослову. Созданная под влиянием греческих трагедий и, более всего, — трагедий Эврипида, драма состоит из диалогов персонажей (Девы Марии, Марии Магдалины, Иоанна Евангелиста, Иосифа, Никодима и хора), сменяемых пространными монологами. Скорее всего она предназначалась не для воплощения на сцене, а в качестве поучительного чтения.
В Западной Европе костюмированные представления и музыкальные постановки на тему Страстей Господних (см. Страсти (музыкальное произведение)) являются широко распространёнными, ведя свою историю со Средних веков. Одним из объединений, созданных специально для представления Мистерии Страстей (фр. Mystère de la Passion) и оказавших большое влияние на европейское драматическое искусство, было Парижское братство Страстей Господних (фр. Confrèrie de la Passion), получившее в 1402 году некоторые привилегии от короля Франции Карла VI. Представление, исполнявшееся в течение четырёх дней, включало не только картины Страстей Христовых, но и рассказ о всей жизни Иисуса. Органист Собора Парижской богоматери Арнуль Гребан переработал Mystère de la Passion для спектакля в Абвиле (1455), позднее драматург Жан Мишель (ум. 1495) существенно дополнил текст мистерии.
В немецком посёлке Обераммергау в память о счастливом избавлении от чумы с 1634 года каждые десять лет с несколькими перерывами на войны и другие неприятности под открытым небом разыгрывается спектакль-мистерия «Страсти Господни».

## Музыка
Уже в IV веке сложилась традиция декламировать или разыгрывать в лицах на богослужениях в Страстную неделю евангельские тексты о последних днях жизни Иисуса. Сначала они исполнялись в форме псалмодии. С XIV века псалмодические Страсти сменились респонсорными, наиболее отвечающими нуждам богослужения: строфы поочерёдно исполнялись солистом (дьяконом) и хором. Позднее добавились партии действующих лиц Страстей. В XVI веке появляется мотетный тип Страстей, когда текст исполнялся хором. Деятели Реформации (Мюнцер, Лютер) ввели в богослужение протестантский хорал. Появились протестантские Страсти с текстом на немецком языке. Введение (начиная с XVII века) инструментального сопровождения литургических песнопений привело к изменению трактовки жанра Страстей. С XVII века оформляется, а в XVIII входит в обиход новый тип Страстей — оратория. Со временем ораториальные Страсти стали исполняться на концертах. Самые знаменитые оратории на тему Страстей написал Иоганн Себастьян Бах.
В XIII веке в среде францисканцев был создан латинский гимн, посвящённый страданиям Марии (Stabat Mater, Стояла мать скорбящая). Его сочинение приписывается Якопоне да Тоди. К концу средневековья гимн входит в богослужебную практику, а в 1727 году он был включён католической церковью как секвенция в богослужения. Исполняется во время праздников Семи скорбей Богоматери и стояний Крестного пути. На слова гимна писали музыку такие композиторы, как Палестрина, Перголези, Гайдн, Россини, Верди, Дворжак.
К теме последних дней земной жизни Христа обращались композиторы П. Хартман (оратории Das letzte Abendmahl, Der Tod des Herrn), Ф. Мартен (оратория «Голгофа»), К. Пендерецкий («Страсти по Луке», 1965), А. Пярт («Страсти по Иоанну», 1982), С. Губайдуллина («Семь слов» и «Страсти по Иоанну»).
Широкую известность приобрёл мюзикл (рок-опера) «Иисус Христос — суперзвезда» (англ. Jesus Christ Superstar) (музыка Эндрю Ллойда Уэббера, либретто Тима Райса,1970). Он был экранизирован в 1973 году Норманом Джуисоном, съёмки проходили в Израиле.

## Кинематограф
Первые опыты обращения кинематографистов к биографии Христа (конец XIX века) были записями постановок мистерий Страстей Христовых. Братья Люмьер запечатлели в «Жизни и Страстях Христа» (фр. La vie et Passion du Christ) чешскую театральную постановку, а Pичард Холламан (англ. Richard Hollaman) в своём фильме «Представление Страстей» (англ. Passion Play) задействовал участников мистерии в Обергаммау. Одним из наиболее удачных ранних религиозных фильмов считается «От яслей до Креста» (англ. From the Manger to the Cross, 1912) Сиднея Олкотта, где Иисуса сыграл Х. Блэнд. Съёмки картины проходили в Египте и Палестине. Фильм Ecce Homo (снят в США в 1927, итальянская версия вышла в 1968) не отличается высокими художественными достоинствами, однако строго следует описанию событий в Библии. В картине А. Шёберга «Варавва» (1953) Варавва, преступник, освобождённый Понтием Пилатом по случаю праздника Пасхи, просит прощения за то, что невинный (Христос) должен умереть вместо него. Положительные отзывы кинокритиков получил фильм Пазолини «Евангелие от Матфея» (Специальный приз жюри 25-го Венецианского кинофестиваля). Создавая образ Христа, Пазолини выдвинул на первый план его человеческие качества, а его деяния ограничил борьбой с притесняющими простой народ и оказанием помощи нуждающимся.
Фильм американского режиссёра и актёра Мела Гибсона «Страсти Христовы» (англ. The Passion of the Christ, 2004) — о событиях последних часов земной жизни Иисуса Христа получил мировую известность.

## Страсти Христовы в ботанике

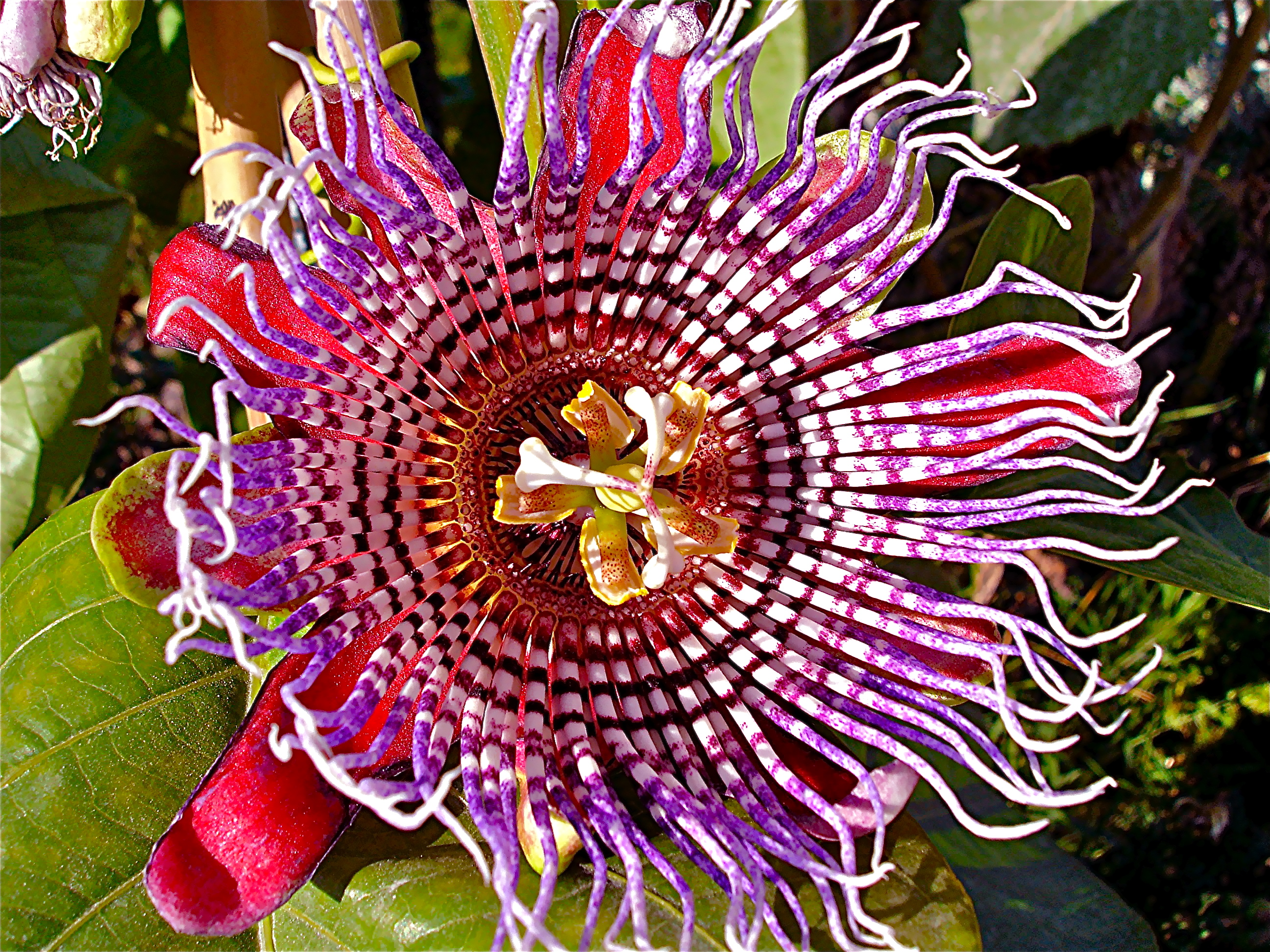
Цветок страстоцвета

Тропическое растение страстоцвет, завезённое в Европу в XVI веке, получило своё название благодаря иезуиту Ф. Б. Ферари, который увидел в его цветке эмблему, содержащую орудия Страстей Христовых. Тройное рыльце изображает три гвоздя, кружок окроплённых красным цветом тычинок — окровавленный терновый венец, стебельчатый плодник — чашу Грааля, пять пыльников — пять ран Спасителя, трёхлопастный лист — копьё Лонгина, прицепки (усики) — плети, белый цвет — невинность Спасителя и т. д.

## Комментарии
1. ↑  Хранится в музее архидиоцеза (Познань). Копия меча святого Петра — в Базилике святых Петра и Павла в Познани.
2. ↑  Хранится в капелле Сан-Дзено базилики Санта-Прасседе в Риме и церкви св. Георгия в Стамбуле.
3. ↑  Хранится в Соборе Парижской Богоматери, а отдельные шипы — во многих церквях мира.
4. ↑  Его части находятся во многих церквях мира.
5. ↑  Крупный фрагмент — в церкви Санта-Кроче-ин-Джерусалемме в Риме.
6. ↑  Существует 3 копья, претендующих называться истинными: в соборе святого Петра в Риме, во дворце Хофбург в Вене и в Вагаршапате (Армения).
7. ↑  Её фрагмент со следами крови находится в базилике Сан-Джовани-ин-Латерно в Риме. Часть «губы» — в ковчеге Дионисия Суздальского в Московском Кремле.
8. ↑  Риза Господня попала в Россию в XVII веке, в настоящее время разделена на несколько частей. Бесшовный хитон — в городе Трире. Фрагмент багряницы в Латеранской базилике (Рим).
9. ↑  В соборе Иоанна Крестителя в Турине.
10. ↑  Среди тех, кто отрицает подлинность, например, Туринской плащаницы можно назвать профессора Эдварда Холла[англ.] (Оксфордский университет), Гарри Гоува (англ. Harry Gove, Лаборатория исследования структуры ядра Рочестерского университета), профессора Пола Деймона (Радиоуглеродная лаборатория, Тусон, Аризона), принимавших участие в радиоуглеродном исследовании реликвии в 1988 году[52].
11. ↑  По поводу того, хранится ли оригинал Нерукотворного Спаса в Риме, существуют серьёзные разногласия. Часть исследователей придерживается мнения, что он был украден при разграблении города в 1527 году. Те, кому удалось видеть реликвию в соборе святого Петра (аббат Барбье де Монто в 1854 году, иезуит Йозеф Вольперт в 1907) отмечали, что изображения на ткани почти не видно. Известному исследователю Туринской плащаницы Яну Уилсону так и не было разрешено осмотреть римский плат[53][54].
12. ↑  Исследователь истории Туринской плащаницы и Грааля Кюррер-Бриггс связывает зарождение западноевропейской легенды о Граале с посещением королём Амори I Константинополя, когда сопровождавшие его лица познакомились с местными святынями[55].
13. ↑  Порядок выноса плащаницы указан по данным Православного Церковного календаря[76].